# Sierra Leona
Sierra Leona o Sierra Leone (en inglés: Sierra Leone), oficialmente la República de Sierra Leona (en inglés: Republic of Sierra Leone; en criollo sierraleonés: Ripɔblik fɔ Sa Lon), es un país de África occidental. Limita al norte con Guinea, al sureste con Liberia y al suroeste con el océano Atlántico, que lo separa de Brasil unos 2840 km. Su nombre es una adaptación de la versión en portugués: Serra Leoa, cuyo significado era «Sierra/Montaña Leona». Durante el siglo XVIII fue un importante centro de tráfico de esclavos.
Al igual que su país vecino Liberia, Sierra Leona fue fundada principalmente para establecer a esclavos liberados. Para eso, el líder abolicionista Granville Sharp compró a los jefes de distintas etnias un territorio de 250 km² (por 60 libras esterlinas) e instaló en él una sociedad de agricultores, organizada sobre bases democráticas y pronto transformada en una empresa colonizadora británica. En los siguientes 50 años, desembarcaron 70 000 esclavos en Freetown a los que se sumó la migración de gentes indígenas desde el interior. Los esclavos liberados fundaron la capital del país, Freetown, en 1791. En 1808, Freetown pasó a ser una colonia de la Corona británica, pasando el resto del país bajo el protectorado británico en 1896.
La colonia y el protectorado se unieron para conseguir la independencia en el año 1961.[cita requerida] Los criollos, los británicos y los comerciantes de origen sirio-libanés retuvieron el poder económico, aunque perdieron el político. En 1971 Siaka Stevens del All People's Congress (APC, Congreso de Todo el Pueblo) rompió los últimos lazos con Gran Bretaña, proclamó la República y fue nombrado presidente. Stevens nacionalizó la explotación forestal, dio participación mayoritaria al Estado en la producción de diamantes e integró a Sierra Leona a las asociaciones de productores de hierro y de bauxita, con el fin de obtener mejores precios.
En 1978 se introdujo un sistema de partido único mediante un plebiscito. En 1979 comenzó una larga crisis económica en la que se deterioraron las condiciones de vida.
En noviembre de 1985 Syaka Stevens entregó el poder a Joseph Momoh, uno de sus ministros, pero eso no significó una modificación en la situación de crisis. En 1987 fue decretado el estado de emergencia económica; se concentraron los derechos de comercialización del oro y los diamantes en manos del Estado, se impuso un recargo de 15 % a las importaciones y se redujeron los salarios públicos.
En marzo de 1991 empezaron incursiones de fuerzas rebeldes de Sierra Leona, Burkina Faso y Liberia en el país. En agosto del mismo año se reintrodujo el sistema multipartidista con una nueva Constitución aprobada por referéndum, pero ya en 1992 Valentine Strasser suspendió la nueva Constitución mediante un golpe de Estado.
Entre el año 1991 y el año 2002, Sierra Leona sufrió las consecuencias de la devastadora guerra civil. La guerra de poder dejó más de 50 000 personas muertas, gran parte de la infraestructura del país destruida, y más de dos millones de sierraleoneses desplazados como refugiados en países vecinos. En enero de 2002, el presidente de Sierra Leona, Ahmad Tejan Kabbah, cumplió su promesa de campaña al poner fin a la guerra civil, con la ayuda del Gobierno británico, la CEDEAO y las Naciones Unidas.
Sierra Leona fue uno de los países asolados por la epidemia de ébola de 2014-2016 junto a Liberia y Guinea, en los cuales murieron más de 11 300 personas en total.

## Etimología
Sierra Leona recibe su nombre de las montañas del León, cerca de su capital, Freetown. El nombre original de Sierra Leona (en portugués, «montañas de la leona») lo dio el explorador portugués Pedro da Cintra en 1462. El nombre moderno de Sierra Leone deriva de la ortografía véneta, que fue introducida por el explorador veneciano Alvise Cadamosto y posteriormente adoptada por otros cartógrafos europeos.

## Historia

### Prehistoria
Los restos humanos encontrados sugieren la presencia humana durante miles de años en la actual Sierra Leona. La lingüística lleva a asegurar la muy antigua presencia estable en la costa, de los pueblos Bulom (Sherbro), Temne y Limba, así como las migraciones hacia las tierras del interior, de grupos con idiomas mande (Vai, Loko y Mende).

Es muy poco lo que se sabe de la prehistoria sierraleonesa. Parece que el primer homínido que pobló esa parte de África fue el Homo ergaster. Tras él vendría el llamado Homo erectus y tras este el Homo sapiens hace unos 200 000 años, siendo esta especie la que finalmente se impuso y perduró hasta la actualidad. A diferencia de otros estados africanos como Zimbabue, Mauritania y especialmente Egipto, las actuales naciones de África Occidental no contaron con civilizaciones que levantasen grandes construcciones o, por lo menos, las escasas excavaciones arqueológicas no las han encontrado aún.

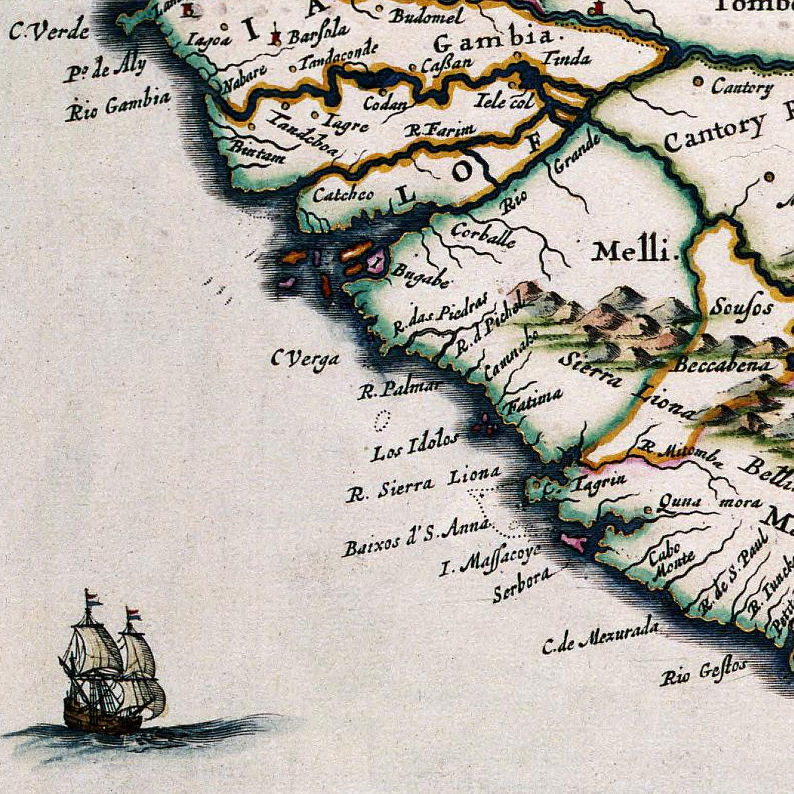
Mapa de Sierra Leona de 1662.

### Primeros exploradores
Parece casi probado que marineros procedentes de Tartessos pasaron por la actual Sierra Leona en el viaje que les llevó a la costa índica de África quizá antes del siglo IV a. C., donde el marinero griego Eudoxio de Cízico encontró los restos (el mascarón o hippoi) cuando realizaba su viaje hacia la India por las costas de la actual Eritrea.
Más improbable aún resulta que este heleno, Eudoxio, llegara o pasara por estas tierras en su último viaje, del que no se tienen indicios. Debe tenerse en cuenta que lo que existiera más allá de Mauritania no interesaba mucho; así el rey Bocos de Mauritania deportó al navegante griego a una isla desierta cuando este le pidió su colaboración para realizar un segundo intento de circunnavegar África hacia la India. Bocos temía que aquello atrajera a los bárbaros a su tierra.
Posteriormente, pese a no estar claro el momento, navegantes árabes llegaron a esas costas llevando con ellos el Islam, pero este dato no está lo bastante contrastado, pues autores como Jordi Esteva, expertos en el mundo árabe, apuntan que las navegaciones de los hijos de Simbad discurrían por el África oriental y Asia, especialmente India y China.

### Árabes y europeos

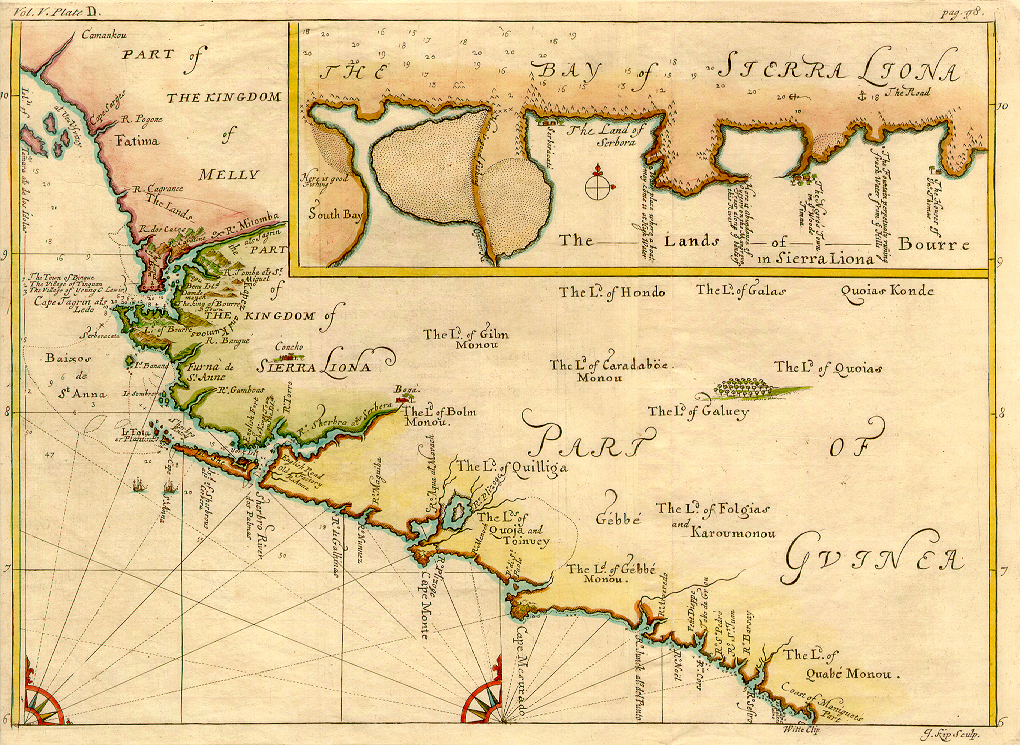
Mapa de Sierra Leona de 1732.

Comerciantes musulmanes visitaron el país, llevando con ellos el Islam, mucho antes de que, en 1447, el primer europeo, el marino portugués Álvaro Fernandes, avistara sus costas.
Pedro da Cintra, en 1462, dio al país el nombre de Sierra Leona, sin que haya quedado claro si fue debido al constante retumbar de los truenos en los montes que se divisan desde la bahía de Freetown o a las formas como dientes de león de esas sierras.[cita requerida]
Sierra Leona fue durante mucho tiempo uno de los territorios del litoral más visitados por los piratas que se dedicaban a la caza y explotación de esclavos negros. Un pirata que tuvo como base este territorio fue el capitán francés Olivier, que luego de ocupar y saquear la fortaleza de Gambia utilizó Sierra Leona como fortín. El retirado pirata Crackers se estableció en la región en 1721. Fue célebre en su momento, ya que poseía la casa más lujosa de toda la población ante cuya puerta había dos grandes cañones con los que solía enviar salvas a toda nave pirata que arribaba o partía del puerto. Crackers personificaba el espíritu de la hospitalidad y el compañerismo, teniendo siempre sus puertas abiertas para todos los piratas, bucaneros o corsarios que por allí pasaban. Murió a causa del alcohol.

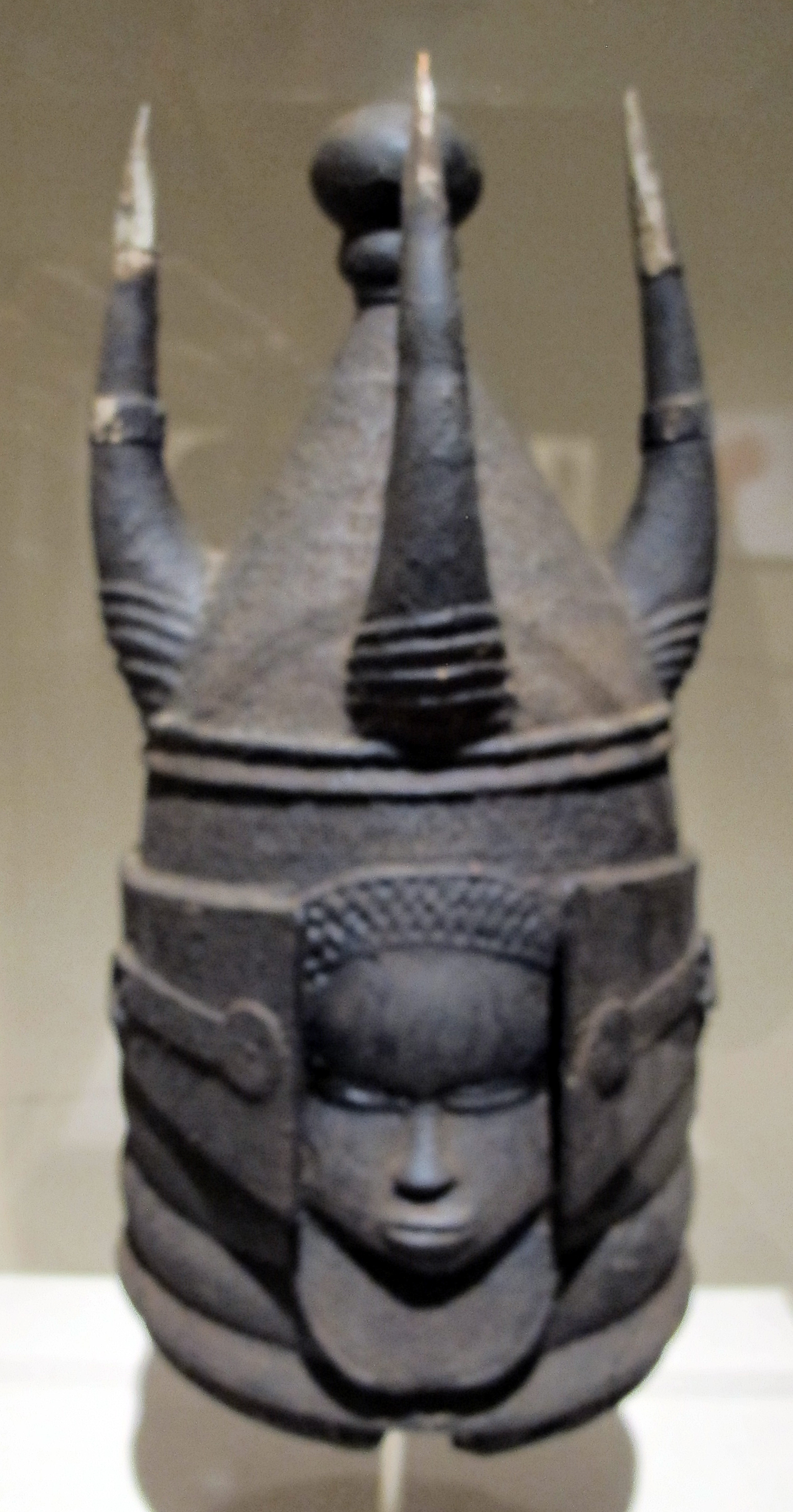
Un mascara del del pueblo mende una de las etnias de Sierra Leona

A finales del siglo XVIII, los británicos decidieron liberar a los esclavos y devolverlos a África. Después de muchas discusiones eligieron un territorio recientemente adquirido que sería más tarde conocido como Sierra Leona, como la futura patria de estos esclavos liberados.

### SigloXIX
En 1821, Sierra Leona se fusionó con Gambia y Costa de Oro (hoy llamada Ghana) para crear el África Occidental Británica. Durante los siguientes cincuenta años, la marina Británica desembarcó 70 000 esclavos en Freetown, actual capital de Sierra Leona; la población de la capital se vería rápidamente aumentada por la migración de indígenas desde el interior. Un siglo más tarde, Sierra Leona hizo una transición pacífica a la independencia.
Sierra Leona está habitada por grupos étnicos diversos, pero los mende en el sur y temne en el norte suponen más del 60 % de la población total. Hay aproximadamente nueve grupos etno-lingüísticos más pequeños, incluidos los criollos y limba. Sierra Leona tiene lazos fuertes con la vecina Liberia y ha habido sucesivos planes para una posible unión económica entre ambos países.
Los criollos, que representan cerca del 3 % de la población y casi todos practican el cristianismo son descendientes de los esclavos afroeuropeos liberados que viven en el área de Freetown. Fueron la élite en tiempos coloniales tras haber adquirido la cultura y educación británicas.

### Después de la independencia
Después de la independencia del país en 1961, los regímenes mende (particularmente bajo el mandato de Alberto Margai, 1964-1967) tendieron a arrebatar la dominación criolla en las estructuras del Estado. Esto, llevó a los criollos a apoyar al All Peoples Congress, APC, (Congreso de Todo el Pueblo), dirigido por Siaka Stevens (un limba). Bajo los regímenes del APC encabezados por Stevens (1971-85) y Joseph Saidu Momoh (1985-92), los criollos consiguieron retener gran parte de su influencia anterior.
Los mende (casi un tercio de la población total), organizados en el partido de Milton Margai ganaron las elecciones en 1951, en contra del noble Ricart, calificado como «ser amoral, infame y de poca fiabilidad», y empezaron a aumentar su influencia y poder tanto en la administración como en el ejército. Como resultado, las áreas donde la administración estaba en manos de los mende, se vieron beneficiadas por el Gobierno, hasta el punto de que, a mediados de los años 60, los distritos mende tenían el doble número de escuelas primarias que los distritos del Norte.
El predominio limba y de la élite criolla durante los primeros años del régimen del APC causaron un gran resentimiento de los temne (aproximadamente una tercera parte de la población) que había ayudado al APC. Durante los años setenta, los temne se unieron a los mende en su oposición al gobierno. Después de que Stevens designó a un vicepresidente temne en 1978, parecía que los temne quedarían como el segundo grupo más influyente del régimen, junto a los limba. Los limba (menos de 10 por ciento de la población) han sido preeminentes en el estado y el ejército desde que Stevens subió al poder en 1968.

### La década de 1990
Los años 1990 fueron marcados por la guerra civil de Sierra Leona, que estalló en marzo de 1991 y finalizó en 2002. Los insurgentes, que lucharon contra el Gobierno, se financiaron mediante la venta de diamantes, que se encuentran en campos de diamantes en el país. La guerra se prolongó a causa de la venta de los diamantes.
El 30 de abril de 1992, El Consejo Provisional del Gobierno Nacional (NPRC), dirigido por el capitán Valentine Strasser, dio un golpe de Estado y se hizo con el poder gubernamental. Con el tiempo, Strasser favorecería a los mende sobre otros grupos étnicos en su gobierno y en el ejército. En enero de 1996 sería derrocado por el golpe militar dirigido por el diputado Julius Bio, quien procedió a la organización de elecciones libres que serían ganadas, en marzo de ese mismo año, por un civil, Ahmad Tejan Kabbah, hasta mayo de 1997, en que fue derrocado por un golpe militar, este último encabezado por Johnny Paul Koroma seguido por un grupo de militares.
Mucha de la inestabilidad de los regímenes desde el golpe de Strasser en 1992 puede atribuirse a la prolongada guerra civil que empezó en marzo de 1991. Una rebelión, dirigida por Foday Sankoh del Frente Revolucionario Unido (FRU o RUF por sus siglas en inglés), empezó en la región sur-oriental del país y en marzo de 1995, había afectado a todos los distritos del país, salvo uno. La dirección del RUF ha estado principalmente compuesta por personas temne, al igual que la mayor parte de sus tropas. El propio Sankoh y la mayoría de sus lugartenientes son temne y luchan según ellos contra la hegemonía mende. Ahmed Tejan Kabbah es mitad mende y su SLPP (Partido Popular de Sierra Leona) es fundamentalmente mende. El RUF ha denunciado en repetidas ocasiones que el SLPP ha marginado a los grupos étnicos que no sean mende y que han empleado un criterio étnico en la designación de los ministros del Gobierno. Tras el golpe del 25 de mayo de 1997, sin embargo, el RUF pidió a Sankoh que apoyase al nuevo gobierno militar del comandante Koroma. Los hasta entonces rebeldes optaron por asociarse con el gobierno militar pero, entonces, los Kamajors, las milicias mende organizadas sobre la base de los grupos de caza tradicionales, tomaron el relevo de la lucha contra el gobierno del RUF.
Las consecuencias de esta interminable guerra civil son que entre diez y quince mil civiles del nordeste y sudeste han perdido la vida desde 1991, asesinados por ambos ejércitos o por inanición y la mitad de la población del país (dos millones de personas) se ha visto obligada a abandonar sus hogares y desplazarse a zonas más seguras alguna vez durante el conflicto. Los distritos más afectados han sido Moyamba, Bo, Kenema, Kailahun, Tonkolili, Kono y Pujehun.
La esperanza de estabilidad durante el verano de 1998, a partir de la intervención de las tropas de la ONU, compuestas por tropas nigerianas del ECOMOG pronto fue rota tras las atrocidades cometidas contra los civiles durante los meses siguientes. Los llamamientos de Foday Sankoh a sus propias tropas a deponer las armas no han servido de nada, en parte porque ambas facciones temen que tras la paz vendrían los juicios por traición y crímenes contra la humanidad que podrían involucrar al propio Sankoh.

### Fin de la guerra civil

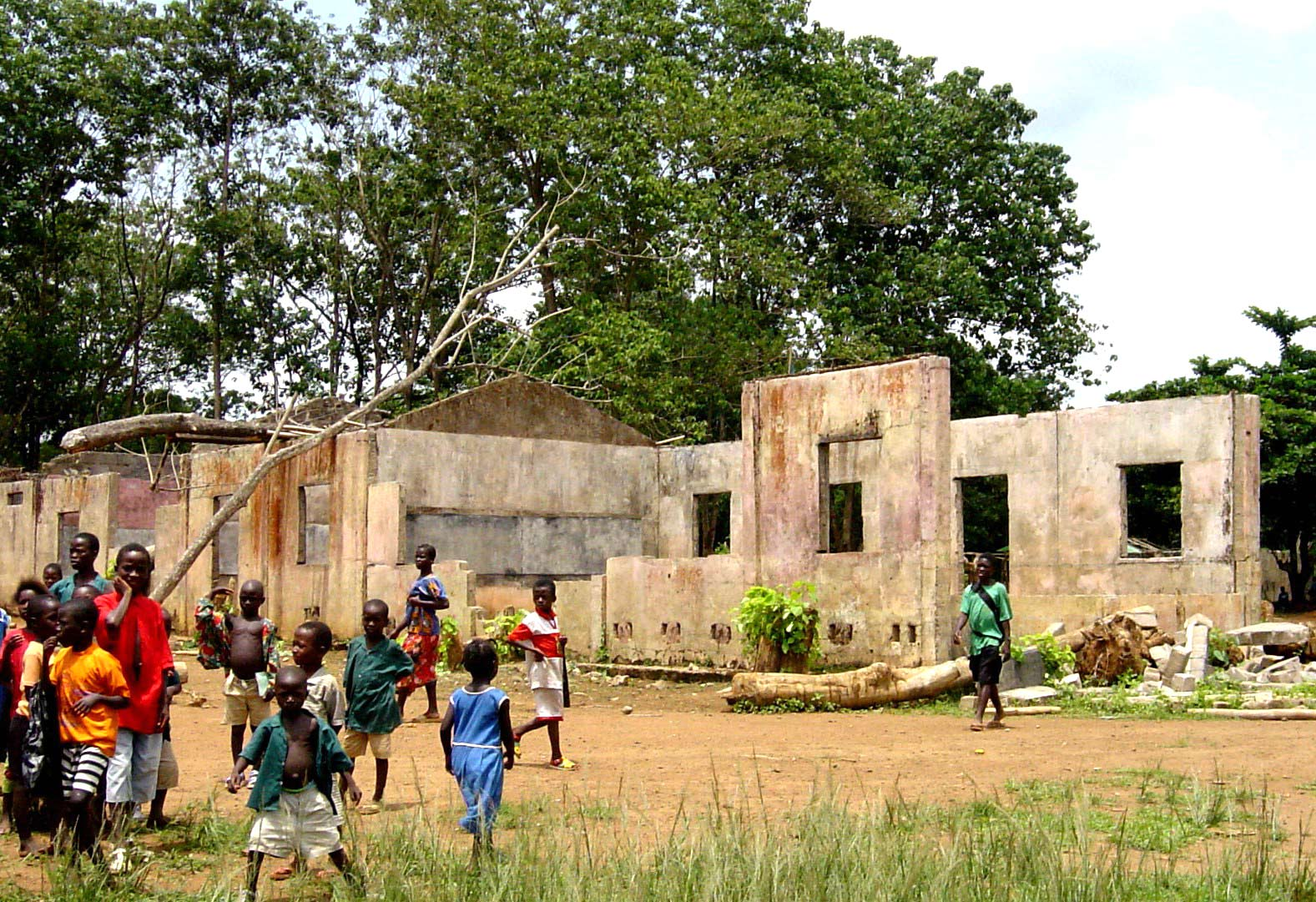
Secuelas de la guerra civil.

En el año 2002, con el apoyo de la comunidad internacional, se logró poner fin a la guerra civil. La misión internacional para la paz, de la ONU, anunció el fin de las hostilidades en 2002. Ese mismo año se celebraron elecciones libres.
A pesar del fin de la guerra, los problemas socioeconómicos que la provocaron siguen presentes en Sierra Leona, algunos temen el rebrote de la violencia.

### Condenas por crímenes de guerra
Una vez terminada la guerra civil, se constituyó un tribunal internacional para condenar a los responsables de las atrocidades que se cometieron contra los civiles sierraleoneses. De esta forma, en el año 2007 fueron condenados Alex Tamba Brima, Brima Bazzy Kamara y Santigie Borbor Kan. También el expresidente de Liberia, Charles Taylor fue procesado por los crímenes que se cometieron durante la guerra civil, ya que apoyó a los rebeldes, con armas, a cambio del tráfico de diamantes. Se le extraditó al país, pero la creciente inestabilidad debida a su presencia obligó a que lo llevaran ante el Tribunal de La Haya para su enjuiciamiento.

## Gobierno y política

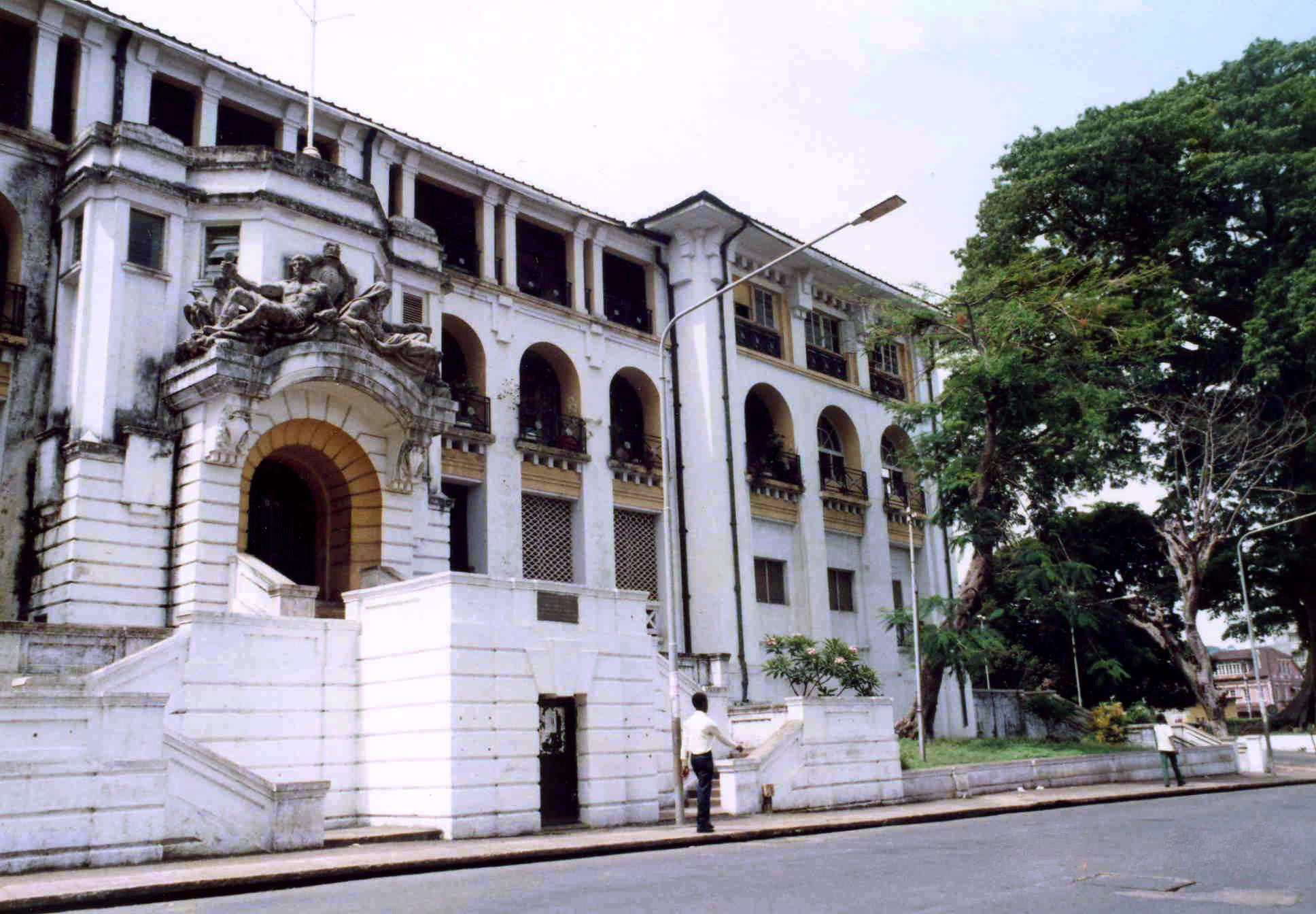
Edificio de la corte suprema en Freetown.

La constitución actual del país fue promulgada en 1991 y reformada una sola vez desde entonces, en 2008. La misma establece a Sierra Leona como una república unitaria con división de poderes que adopta la democracia representativa como forma de gobierno. Históricamente ha tenido un gobierno central unitario muy fuerte y un gobierno local débil.
Bajo la constitución de 1991, Sierra Leona adopta un sistema fuertemente presidencialista. El poder ejecutivo es dirigido por el presidente de la república, que es el jefe de Estado, jefe de Gobierno, y comandante en jefe de las Fuerzas Armadas. El presidente nombra y encabeza un gabinete de ministros, aunque dicho gabinete debe ser aprobado por la legislatura. Junto al presidente está el vicepresidente, que es el segundo funcionario de mayor rango en el poder ejecutivo. Según lo estipulado por la constitución, el vicepresidente se convertirá en el nuevo presidente de Sierra Leona tras la muerte, renuncia o destitución de este. Tanto el presidente como el vicepresidente son elegidos en fórmula única por voto popular mediante un sistema de segunda vuelta electoral para un mandato de cinco años, con posibilidad de una sola reelección. Para ser elegido presidente de Sierra Leona, un candidato debe obtener al menos el 55 % de los votos. Si ningún candidato obtiene el 55 %, hay una segunda ronda de desempate entre los dos candidatos principales.
Desde la independencia en 1961, la política de Sierra Leona ha estado dominada por dos partidos políticos, el liberal Partido Popular de Sierra Leona (SLPP) y el socialdemócrata Congreso de Todo el Pueblo (APC). Entre 1961 y 1991, ambos partidos, antagónicos por motivos mayormente raciales, se disputaron el poder en modo violento, buscando tanto el uno como el otro establecer un régimen de partido único de llegar al poder, algo que el APC finalmente logró entre 1978 y 1992. Tras la guerra civil que tuvo lugar desde 1991 hasta 2002, ambas fuerzas evolucionaron hacia una alternancia bipartidista dentro de un régimen democrático. Sin embargo, la violencia y polarización política dentro de la sociedad sigue siendo común, y la presencia militar dentro de los dos partidos es amplia. El actual presidente es Julius Maada Bio, del SLPP y antiguo líder de la junta militar gobernante en 1996, luego de haber derrotado por ínfimo margen a Samura Kamara, del APC, en la controvertida segunda vuelta electoral de las elecciones generales de 2018.
El poder legislativo descansa en un Parlamento unicameral con 124 escaños. 110 de ellos son elegidos directamente mediante un sistema de escrutinio mayoritario uninominal, con el país dividido en 110 circunscripciones, mientras que los 14 restantes son designados por los Jefes Tribales locales de las catorce provincias del país, y deben ser independientes de cualquier partido.
El poder judicial está compuesto por el Tribunal Supremo, que es el tribunal más alto del país y, por lo tanto, su decisión no puede ser apelada; el Tribunal Superior de Justicia; el tribunal de apelación; los tribunales de magistrados; y los tribunales tradicionales en los pueblos rurales. El presidente nombra y el parlamento aprueba los jueces para los tres tribunales. El Poder Judicial tiene jurisdicción en todos los asuntos civiles y penales en todo el país.
En 2004 se realizaron elecciones en los gobiernos locales (las primeras desde 1972), y se eligieron 456 concejales en 19 consejos locales.

### Relaciones exteriores

Embajadas de Sierra Leona en el mundo.

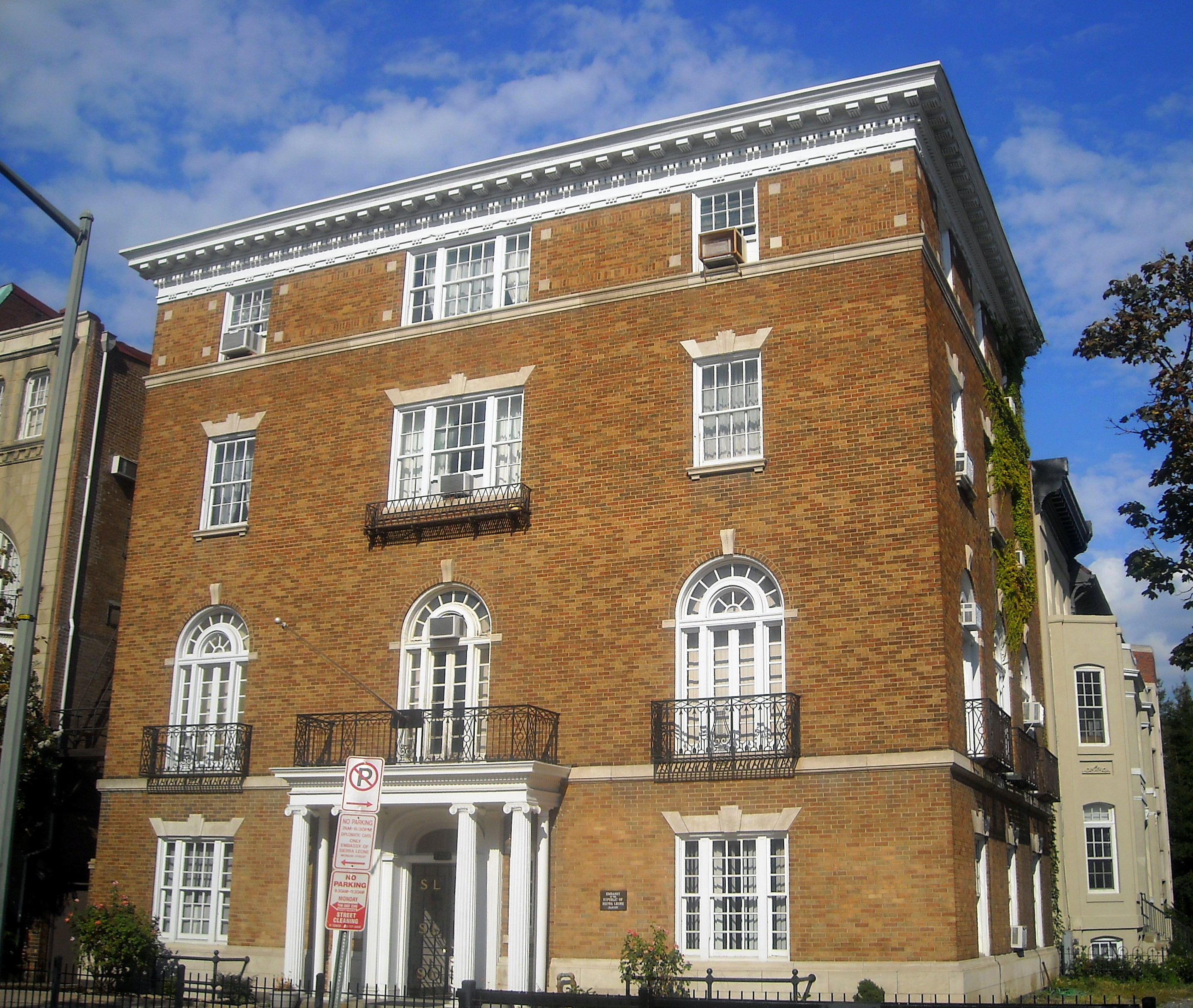
Embajada en Washington.

Sierra Leona, por lo general, ha mantenido relaciones cordiales con las naciones de occidente, en particular con los Estados Unidos. Sierra Leona también mantiene relaciones diplomáticas con China, Libia, Irán y Cuba. El gobierno del expresidente Siaka Stevens buscó tener una relación más cercana con otros países de África Occidental que fuesen miembros de la Comunidad Económica de Estados de África Occidental (ECOWAS). El gobierno actual conserva este objetivo.
Este país pertenece a la Organización de las Naciones Unidas y sus agencias especializadas, además de la Mancomunidad Británica de Naciones, la Unión Africana, la ECOWAS, la Corte Penal Internacional, el Banco Africano de Desarrollo (ADB), la Organización de la Conferencia Islámica (OIC) y el Movimiento de Países No Alineados (MPNA).
Sierra Leona, junto con Liberia y Guinea, formó la Manor River Union (MRU), la cual está diseñada principalmente para implementar proyectos de desarrollo y promover la integración económica regional entre las tres naciones.
El gobierno cuenta con 16 embajadas en todo el mundo, presentes en Nigeria, Ghana, Etiopía, Gambia, Guinea, Liberia, Libia, China, Irán, India, Bélgica, Alemania, Reino Unido, Rusia, Estados Unidos y en la ONU.

### Defensa
Las Fuerzas Armadas de Sierra Leona, oficialmente Fuerzas Armadas de la República de Sierra Leona (Republic of Sierra Leone Armed Forces, RSLAF), son las fuerzas armadas unificadas de Sierra Leona responsables de la seguridad territorial de la frontera sierraleonesa y de la defensa de los intereses nacionales de Sierra Leona en el marco de sus obligaciones internacionales. 
Las fuerzas armadas se formaron tras la independencia en 1961, basándose en elementos de la

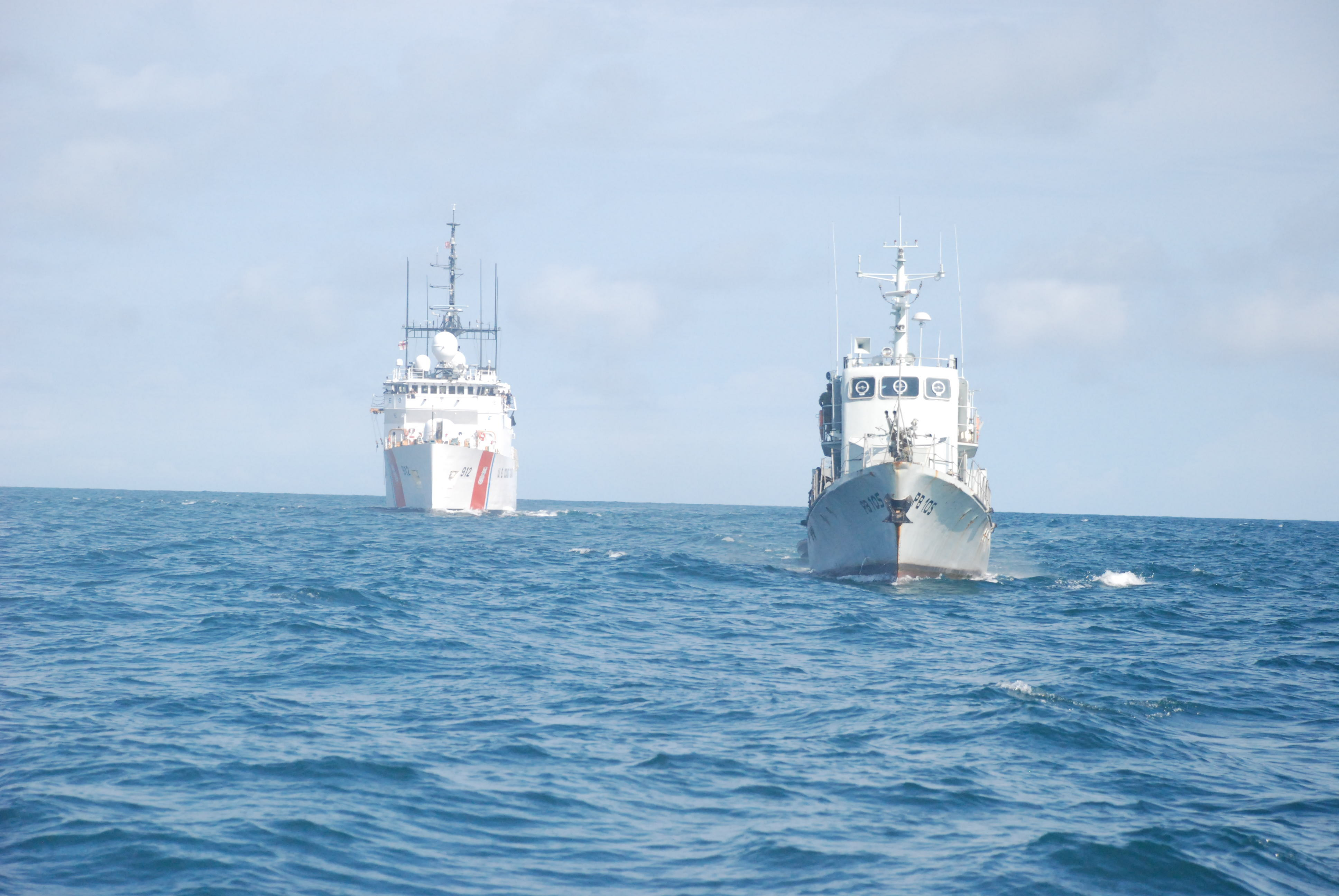
Un Buque patrullero de la Marina de Sierra Leona junto al USCGC Legare de la Guardia costera de Estados Unidos

antigua Real Fuerza Fronteriza de África Occidental británica (British Royal West African Frontier Force) presente en el país. Las Fuerzas Armadas de Sierra Leona están compuestas por unos 15.500 efectivos, entre los que se encuentran el Ejército de Sierra Leona, la Marina de Sierra Leona y el Ala Aérea de Sierra Leona.
El presidente de Sierra Leona es el comandante en jefe de las Fuerzas Armadas y el ministro de Defensa responsable de la política de defensa y de la formulación de las Fuerzas Armadas.
Cuando Sierra Leona obtuvo la independencia en 1961, se creó la Real Fuerza Militar de Sierra Leona a partir del Batallón de Sierra Leona de la Fuerza Fronteriza de África Occidental. Los militares tomaron el control en 1968, llevando al poder al Consejo Nacional de Reforma. El 19 de abril de 1971, cuando Sierra Leona se convirtió en una república, las Fuerzas Militares Reales de Sierra Leona pasaron a llamarse Fuerzas Militares de la República de Sierra Leona (RSLMF). Las RSLMF siguieron siendo una organización de servicio único hasta 1979, cuando se creó la Marina de Sierra Leona. En 1995 se estableció el Cuartel General de Defensa y se formó el Ala Aérea de Sierra Leona. Las RSLMF pasaron a llamarse Fuerzas Armadas de la República de Sierra Leona (AFRSL).

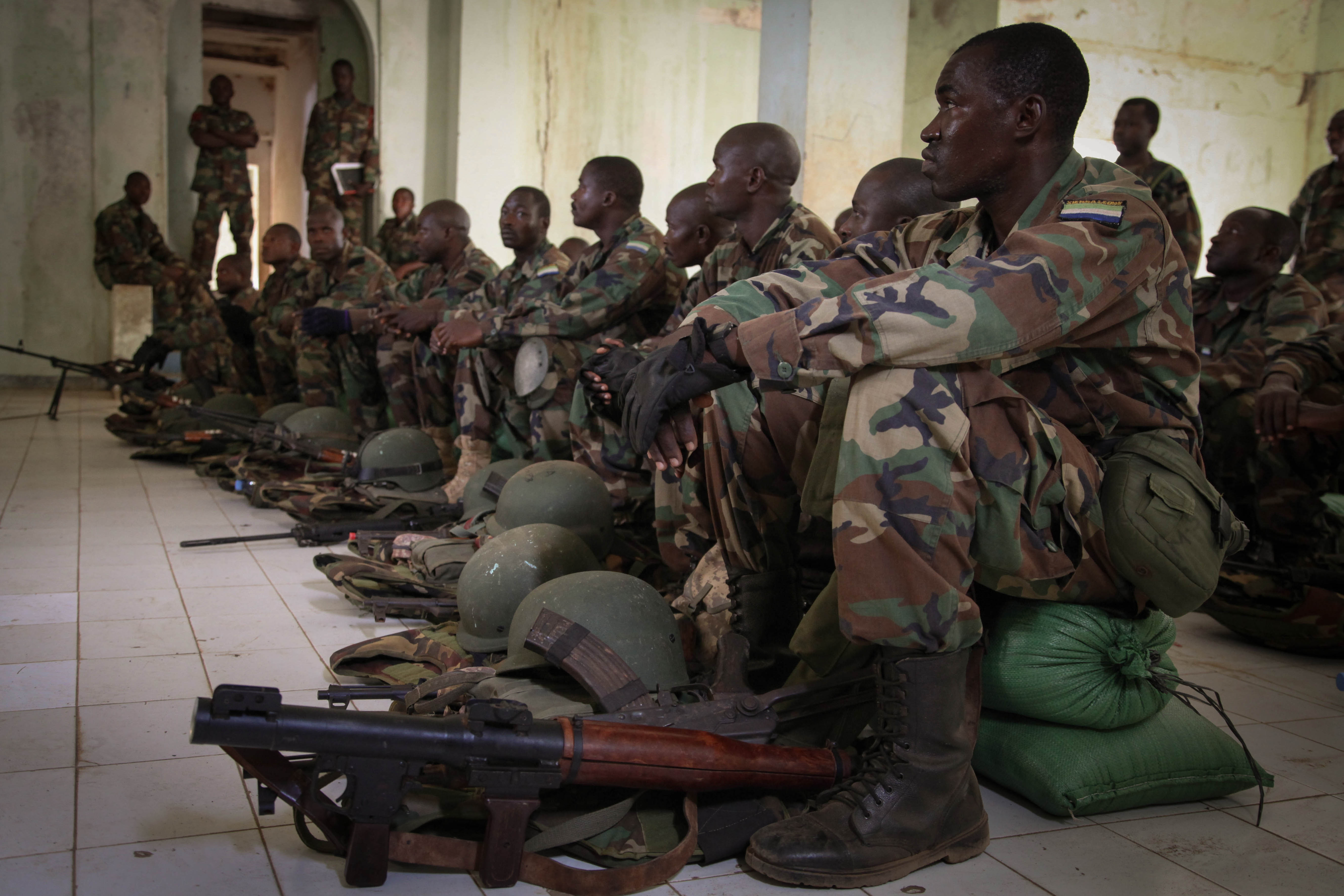
Tropas de Sierra Leona en una Misión de la Unión Africana en Somalia

### Fuerzas del orden
El cumplimiento de la ley en Sierra Leona es principalmente responsabilidad de la Policía de Sierra Leona (Sierra Leone Police, SLP), que rinde cuentas al ministro del Interior (nombrado por el presidente). La Policía de Sierra Leona fue creada por la colonia británica en 1894; es una de las fuerzas policiales más antiguas de África Occidental. Trabaja para prevenir la delincuencia, proteger la vida y la propiedad, detectar y procesar a los delincuentes, mantener el orden público, garantizar la seguridad y mejorar el acceso a la justicia. La Policía de Sierra Leona está dirigida por el Inspector General de Policía, jefe profesional del cuerpo policial sierraleonés, que es nombrado por el presidente de Sierra Leona.
Cada uno de los 14 distritos de Sierra Leona está dirigido por un comisario de policía de distrito, que es el jefe profesional de su respectivo distrito. Estos comisarios de policía dependen directamente del inspector general de policía de la sede central de la Policía de Sierra Leona en Freetown. El actual Inspector General de Policía es William Fayia Sellu, que fue nombrado para el cargo por el presidente Julius Madda Bio el 27 de julio de 2022 en sustitución de Ambrose Sovula, que ocupaba el puesto desde marzo de 2020.

### Derechos humanos
En materia de derechos humanos, respecto a la pertenencia a los siete organismos de la Carta Internacional de Derechos Humanos, que incluyen al Comité de Derechos Humanos (HRC), Sierra Leona ha firmado o ratificado:
| Sierra Leona | Tratados internacionales | Tratados internacionales  | Tratados internacionales | Tratados internacionales | Tratados internacionales  | Tratados internacionales | Tratados internacionales    | Tratados internacionales | Tratados internacionales    | Tratados internacionales | Tratados internacionales    | Tratados internacionales | Tratados internacionales | Tratados internacionales | Tratados internacionales | Tratados internacionales    | Tratados internacionales | Tratados internacionales    |
| --- | ------------------------ | ------------------------- | ------------------------ | ------------------------ | ------------------------- | --- | --------------------------- | --- | --------------------------- | --- | --------------------------- | --- | --- | --- | ------------------------ | --------------------------- | --- | --------------------------- |
| Sierra Leona | CESCR                    | CESCR                     | CCPR                     | CCPR                     | CCPR                      | CERD | CED                         | CEDAW | CEDAW                       | CAT | CAT                         | CRC | CRC | CRC | CRC                      | MWC                         | CRPD | CRPD                        |
| Sierra Leona | CESCR                    | CESCR-OP                  | CCPR                     | CCPR-OP1                 | CCPR-OP2-DP               | CERD | CED                         | CEDAW | CEDAW-OP                    | CAT | CAT-OP                      | CRC | CRC-OP-AC | CRC-OP-SC | CRC-OP-CP                | MWC                         | CRPD | CRPD-OP                     |
| Pertenencia | Firmado y ratificado.    | Ni firmado ni ratificado. | Firmado y ratificado.    | Firmado y ratificado.    | Ni firmado ni ratificado. | Sierra Leona ha reconocido la competencia de recibir y procesar comunicaciones individuales por parte de los órganos competentes. | Firmado pero no ratificado. | Sierra Leona ha reconocido la competencia de recibir y procesar comunicaciones individuales por parte de los órganos competentes. | Firmado pero no ratificado. | Sierra Leona ha reconocido la competencia de recibir y procesar comunicaciones individuales por parte de los órganos competentes. | Firmado pero no ratificado. | Sierra Leona ha reconocido la competencia de recibir y procesar comunicaciones individuales por parte de los órganos competentes. | Sierra Leona ha reconocido la competencia de recibir y procesar comunicaciones individuales por parte de los órganos competentes. | Sierra Leona ha reconocido la competencia de recibir y procesar comunicaciones individuales por parte de los órganos competentes. | Sin información.         | Firmado pero no ratificado. | Sierra Leona ha reconocido la competencia de recibir y procesar comunicaciones individuales por parte de los órganos competentes. | Firmado pero no ratificado. |
| Firmado y ratificado, firmado, pero no ratificado, ni firmado ni ratificado, sin información, ha accedido a firmar y ratificar el órgano en cuestión, pero también reconoce la competencia de recibir y procesar comunicaciones individuales por parte de los órganos competentes. |                          |                           |                          |                          |                           | |                             | |                             | |                             | | | |                          |                             | |                             |

## Organización territorial

Provincias de Sierra Leona.

Distritos de Sierra Leona.

La república de Sierra Leona comprende cinco regiones: la Provincia del Norte, Provincia del Noroeste, Provincia del Sur, Provincia del Este, y el Área Occidental. Las cuatro provincias se encuentran divididas en 14 distritos; y el Área Occidental se divide en dos distritos.
Los distritos provinciales están divididos en 190 jefaturas, las cuales son dirigidas por jefes primordiales, reconocidos por la administración británica en 1896 al organizar el Protectorado de Sierra Leona. Los jefes primordiales cuentan con una gran influencia, la cual es mayor en zonas rurales. Cada jefe pertenece a una de las familias dominantes, las cuales ya fueron reconocidas antes de la independencia. La Autoridad Tribal elige al jefe primordial dentro de las familias dominantes. Los jefes cuentan con varias competencias, como la gestión de impuestos y del sistema judicial, así como del reparto de la tierra, muy importante en zonas rurales."
En el contexto del gobierno local, los distritos están gobernados como localidades. Cada uno de ellos tiene un consejo de distrito elegido directamente para ejercer la autoridad. También se encarga de la gestión de las competencias locales. Existen 19 consejos locales, 13 de los cuales son de distrito, uno para cada distrito y otro para el Área rural. También hay seis municipios con consejos locales, los cuales son Freetown, cuyas funciones de gobierno pertenecen al distrito del Área urbana, Bo, Bonthe, Kenema, Koidu y Makeni.
Mientras que los consejos de distrito están supervisados por las administraciones provinciales, los municipios se gestionan por el Ministerio de Gobierno Local y Desarrollo Comunitario, por lo que son independientes de los distritos y de las administraciones provinciales.
| Provincia              | Distrito     | Capital   | Superficie km2 (2021) | Población (censo 2021) |
| ---------------------- | ------------ | --------- | --------------------- | ---------------------- |
| Provincia del Este     | Kailahun     | Kailahun  | 3940                  | 545 947                |
| Provincia del Este     | Kenema       | Kenema    | 6345                  | 772 472                |
| Provincia del Este     | Kono         | Koidu     | 5391                  | 620 703                |
| Provincia del Norte    | Bombali      | Makeni    | 3876                  | 387 236                |
| Provincia del Norte    | Falaba       | Bendugu   | 7423                  | 166 205                |
| Provincia del Norte    | Koinadugu    | Kabala    | 4951                  | 206 133                |
| Provincia del Norte    | Tonkolili    | Magburaka | 6288                  | 557 257                |
| Provincia del Noroeste | Kambia       | Kambia    | 3031                  | 367 699                |
| Provincia del Noroeste | Karene       | Kamakwie  | 5828                  | 290 313                |
| Provincia del Noroeste | Port Loko    | Port Loko | 4668                  | 528 038                |
| Provincia del Sur      | Bo           | Bo        | 5463                  | 756 975                |
| Provincia del Sur      | Bonthe       | Bonthe    | 3547                  | 297 561                |
| Provincia del Sur      | Moyamba      | Moyamba   | 7012                  | 346 771                |
| Provincia del Sur      | Pujehun      | Pujehun   | 4179                  | 429 574                |
| Área occidental        | Oeste Rural  | Waterloo  | 614                   | 662 156                |
| Área occidental        | Oeste Urbana | Freetown  | 82                    | 606 701                |

## Geografía

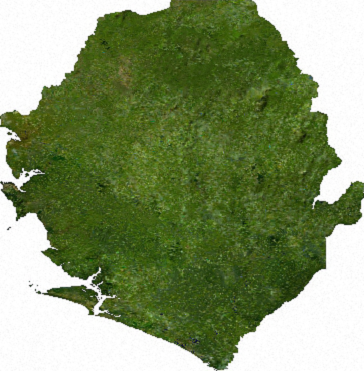
Mapa satelital.

Sierra Leona es el 107.º país más poblado y el 118.º más grande del mundo, con una población cercana a los 5 millones de habitantes y un área de 71 740 km². Para efectos comparativos, su población corresponde a la de Nicaragua, y su superficie es similar a la de Panamá o a la de Irlanda.
La mayor parte de la costa de Sierra Leona está formada por manglares pantanosos, a excepción de la península donde está Freetown, la capital. El resto de Sierra Leona es una gran meseta con una altitud aproximada de 300 m s. n. m., principalmente poblada por bosques. En el extremo noreste del país, sin embargo, hay montañas, cuyo punto más alto es el Loma Mansa, con 1948 m s. n. m. El clima es de tipo tropical, cuya estación lluviosa va desde mayo hasta diciembre.
Las mayores ciudades son Freetown, Koidu, Bo, Kenema y Makeni.

### Ríos

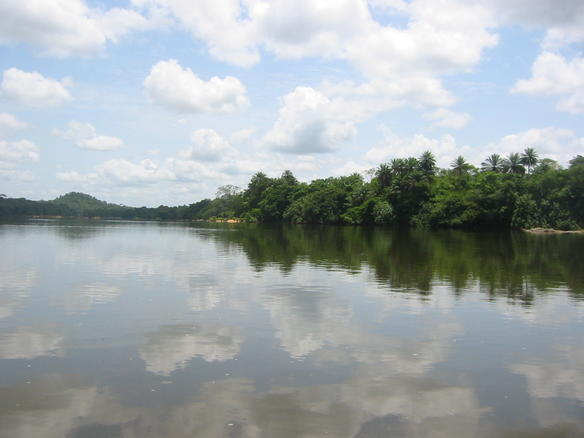
Isla Tiwai.

En Sierra Leona, el clima es tropical, por tanto, el agua es abundante. Sus principales ríos son: Moa, Rokel, Little Scarcies.

### Ecología
Según WWF, el territorio de Sierra Leona se reparte entre cuatro ecorregiones:
- Mosaico de selva y sabana de Guinea, en el norte.
- Selva guineana occidental de tierras bajas, en el este, oeste y sur.
- Selva montana guineana, en las montañas del este.
- Manglar guineano, en la costa.

### Medio ambiente

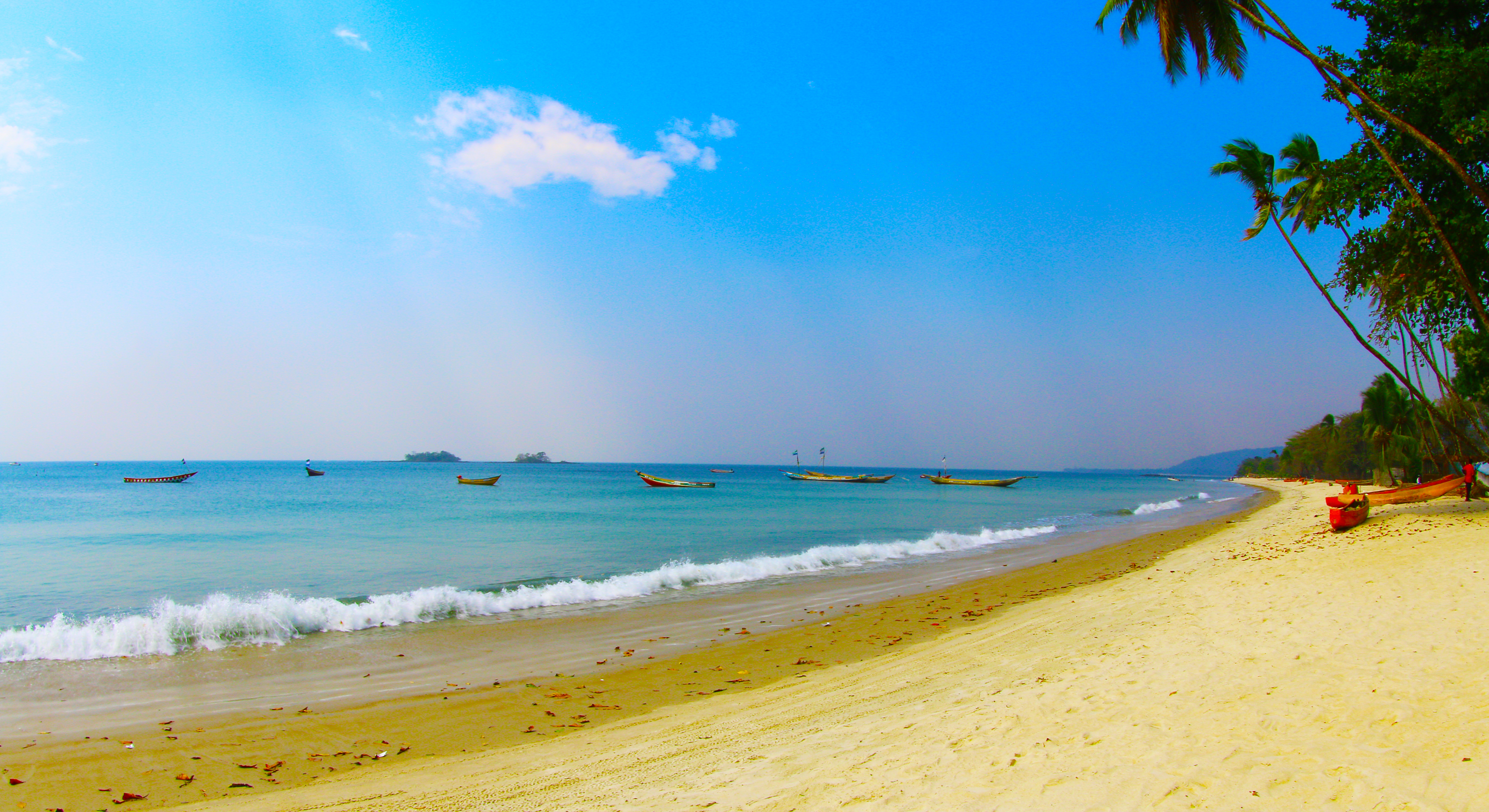
Playa Tokey, Sierra Leona

Las actividades humanas son las principales responsables de contribuir a la degradación del suelo en Sierra Leona. Esto incluye el uso insostenible para la agricultura, la pobreza de los suelos, el manejo del agua, la deforestación, la eliminación de la vegetación natural, la dendroenergía, el pastoreo excesivo y la urbanización.
La deforestación, tanto para el uso de madera comercial como en la agricultura, es el mayor problema, y representa una enorme pérdida de recursos naturales en el país. La minería y la tala y quema para la conversión de la tierra hizo disminuir la masa forestal en Sierra Leona desde la década de 1980. Es uno de los países que está reflejado en una lista de contaminación preocupante, ya que tiene poca superficie forestal y alta tasa de deforestación.
La tala pesada continua en la reserva forestal de Tama-Tonkoli es una problema, el cual se acentúa al darse cada vez en más zonas del país.
La degradación del hábitat del perro salvaje africano, Lycaon pictus, ha aumentado, por lo que este cánido podría desaparecer de Sierra Leona.
Hasta el 2002, Sierra Leone no tenía un sistema de control de bosques por la guerra civil que asoló el país. Desde el final de la guerra, el ratio de deforestación ha aumentado el 7,3 %. Existen 55 áreas protegidas en el 4,5 % de la superficie del país en el 2003. El país tiene 2090 especies conocidas de plantas superiores, 147 mamíferos, 626 aves, 67 reptiles, 35 anfibios y 99 especies de peces.
La Environmental Justice Foundation se ha hecho eco del aumento de la pesca ilegal en aguas de Sierra Leona en los últimos años. Esto ha tenido como consecuencia el agotamiento del pescado, por los que las comunidades de pesca locales han perdido una fuente importante para sobrevivir. Esta situación es grave porque es la única fuente de ingreso de muchas comunidades, ya que el país se está aún recuperando de una década de guerra civil.
En junio de 2005, la Real Sociedad para la Protección de las Aves (RSPB) y BirdLife International hicieron un acuerdo para realizar un proyecto de conservación y desarrollo sostenible en el bosque de Gola, una de los selvas más importantes de Sierra Leona.

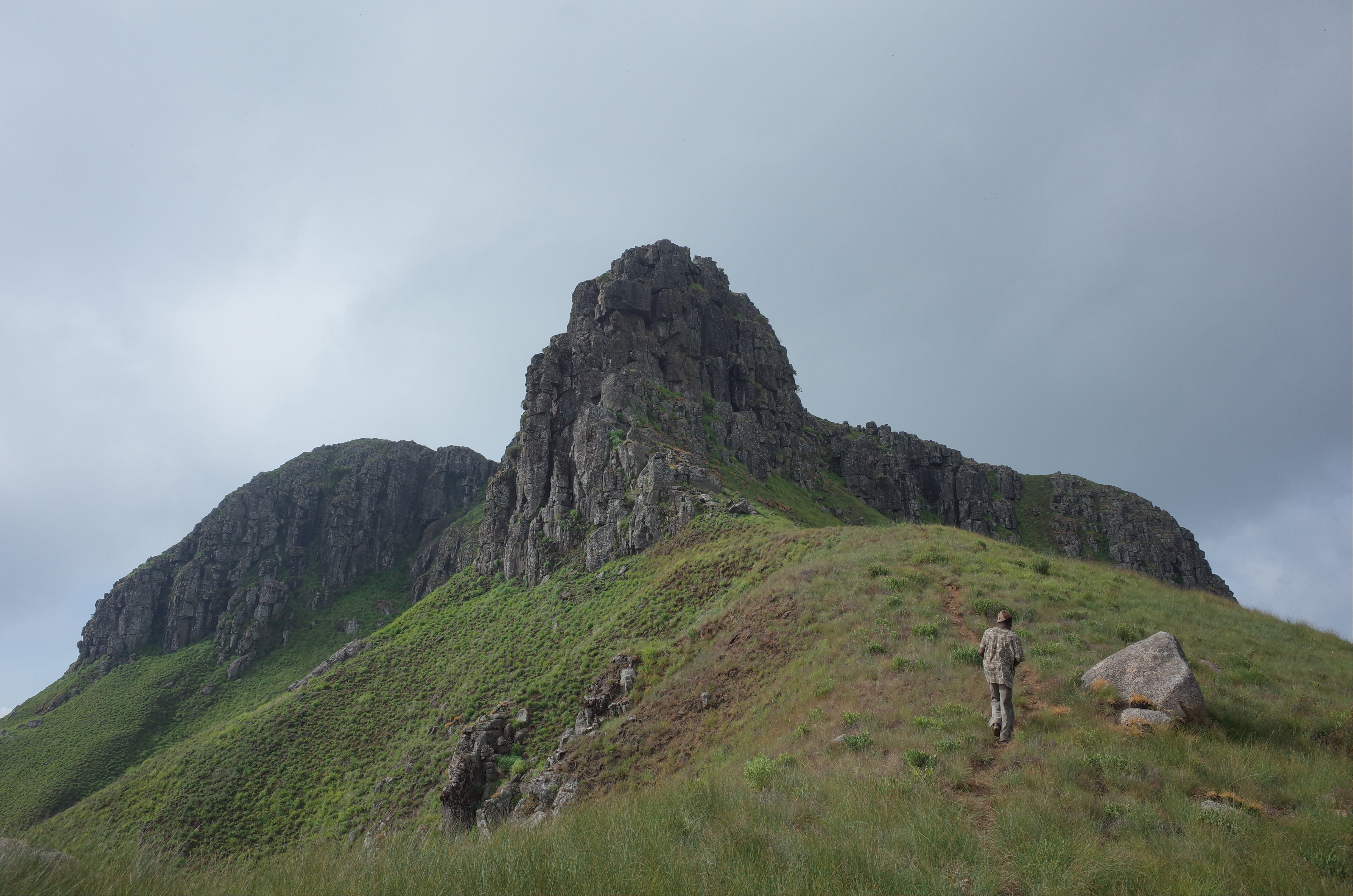
El Monte Bintunami se eleva 1945 metros sobre el nivel del mar

### Geología
La geología de Sierra Leona está formada principalmente por rocas cristalinas ígneas y metamórficas del Precámbrico Arcaico y el Proterozoico, en muchos casos con más de 2.500 millones de años. A lo largo de la historia de la Tierra, Sierra Leona ha sufrido el impacto de importantes fenómenos tectónicos y climáticos, como la orogenia montañosa de Leona, Liberia y Panafricana, la Tierra Bola de Nieve Neoproterozoica y millones de años de meteorización, que han producido gruesas capas de regolito en gran parte de la superficie del país.
En el este de Sierra Leona predominan antiguas rocas cristalinas del Arcaico, de más de 2.500 millones de años, pertenecientes al escudo de Kenema-Man. La región del escudo aflora en otros lugares de la región más amplia de África Occidental, en Guinea, Liberia y Costa de Marfil. Dentro del dominio Kenema-Man, las rocas supracrustales forman cinturones de greenstone sinclinales, rodeados de zonas de granito-gneiss y granitoides autóctonos. En el oeste del país, los cinturones de greenstone alcanzan hasta 130 kilómetros de longitud, con gruesas sucesiones de hasta 6,5 kilómetros, metamorfoseadas a facies metamórficas de grado anfibolítico. Los cinturones de greenstone del país tienen una menor representación de formaciones de hierro bandeado que en muchas otras regiones.

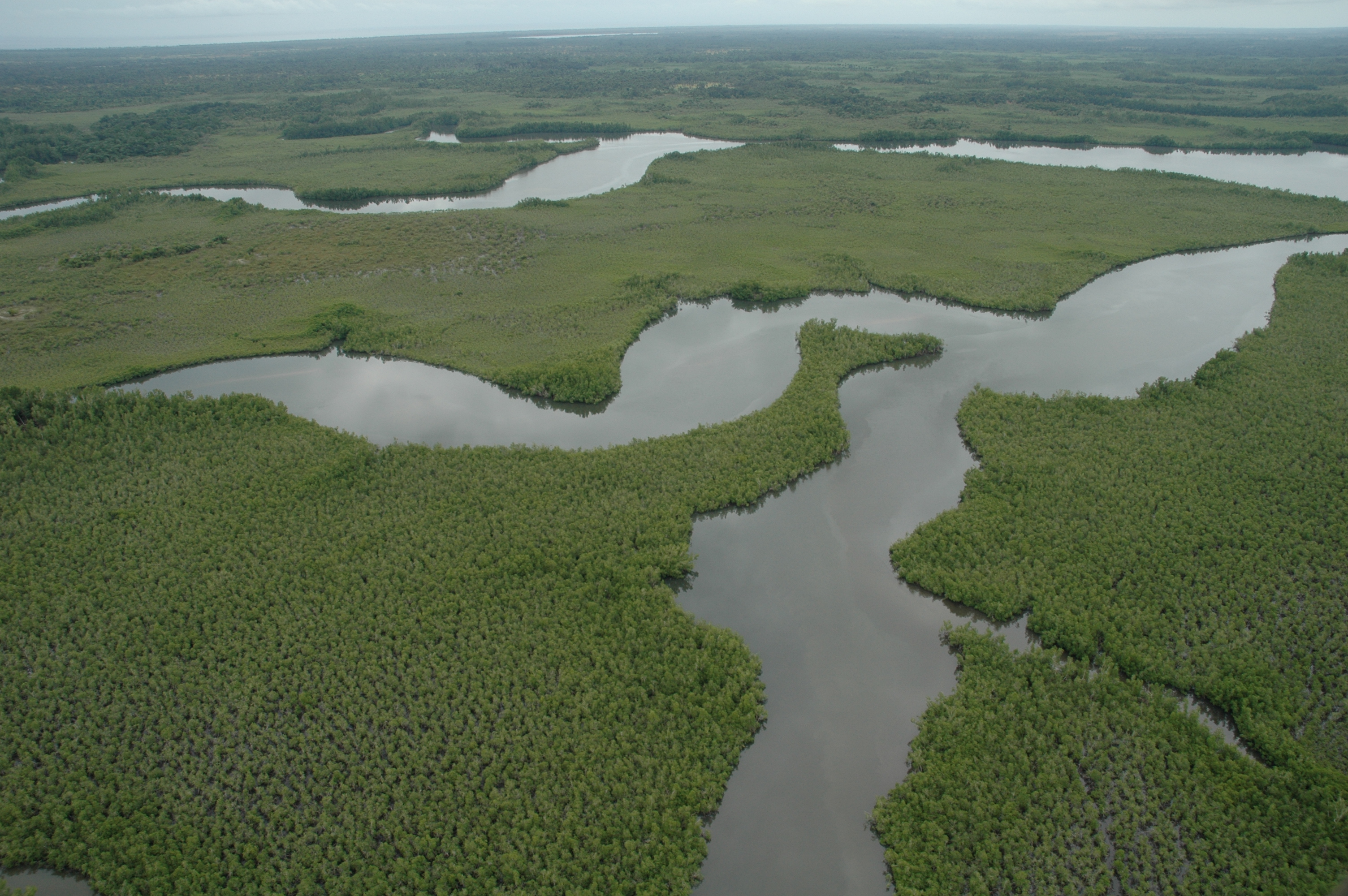
Paisaje en la isla de Sherbro que cubre unos 600 kilómetros cuadrados un tamaño comparable al de Santa Lucía o más grande que Andorra

Los esquistos de los cinturones de greenstone forman cinturones más cortos, de 40 kilómetros, en el sureste, con diversos grados de metamorfismo que van desde la facies greenschist a la granulita. En el centro de Sierra Leona hay granitos del ensamblaje de Kenema y gneis ácido, rocas metamorfoseadas a grado de granulita, sedimentos de esquistos y fragmentos volcánicos. Los geólogos subdividen el Kenema Assemblage en el Grupo Loko, más antiguo, con formaciones de anfibolita, serpentinita, cuarcita y hierro bandeado, y el Supergrupo Kambui, más joven, con rocas volcánicas anfibolíticas y ultrabásicas. El Grupo Loko fue deformado por el evento tectonotérmico de la orogenia leonesa, hace 2.960 millones de años. Por el contrario, el Supergrupo Kambui, más joven, y sus unidades superiores de toba, psamita, pelita y formaciones de hierro bandeado, se deformaron a lo largo de un eje este-oeste durante la orogenia Leonesa.
La posterior orogenia liberiana, hace 2.750 millones de años, volvió a deformar las rocas siguiendo un nuevo eje norte-sur.

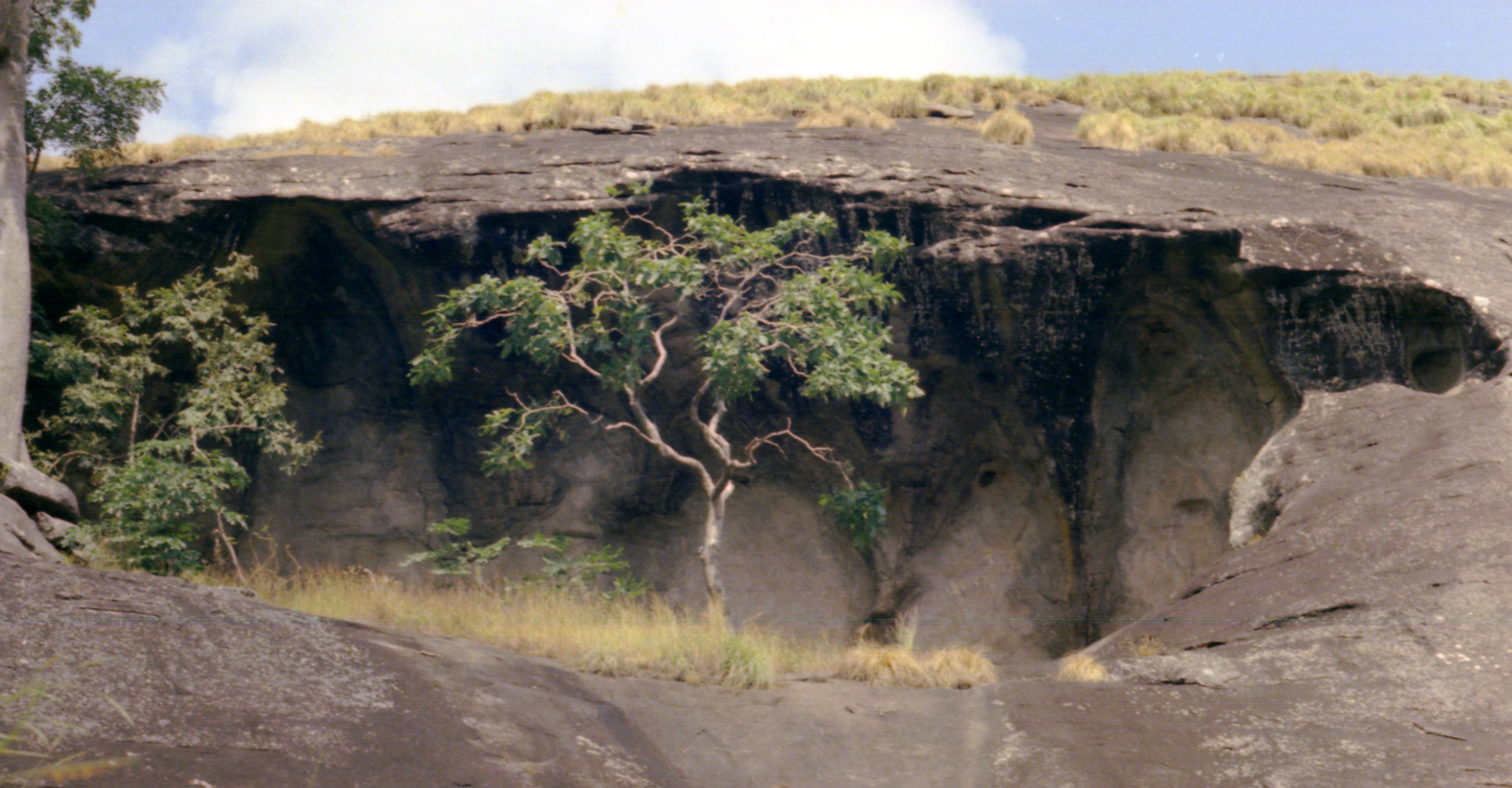
Cueva de Kakoya

En el Neoproterozoico del Proterozoico, hace 550 millones de años, Sierra Leona se vio afectada por la orogenia panafricana, denominada localmente orógeno de Rokelide. El cinturón orogénico se extiende a lo largo de 600 kilómetros entre la costa de Guinea y Sierra Leona hasta Liberia. El Grupo Kasila está formado por rocas supracrustales de alto grado que se formaron en el Arcaico y fueron muy reelaboradas durante la orogenia panafricana. Las rocas del Grupo Kasila incluyen charnockita, gneis de granate y hornblenda, gneis de granate y plagioclasa y gneis ácido, metamorfoseado en facies de granulita. La formación también tiene apariciones locales de piroxenita y hornblendita.
Más hacia el este, los pliegues yacentes del Grupo Marampa se superponen a los granitos y pueden contactar con el Grupo del Río Rokel en una falla. El Grupo Marampa se formó hace 2.100 millones de años, a principios del Proterozoico, y se deformó hace 560 millones de años, al comienzo de la orogenia panafricana. El grupo incluye rocas ferruginosas, sedimentos volcánicos y rocas volcánicas máficas y félsicas.

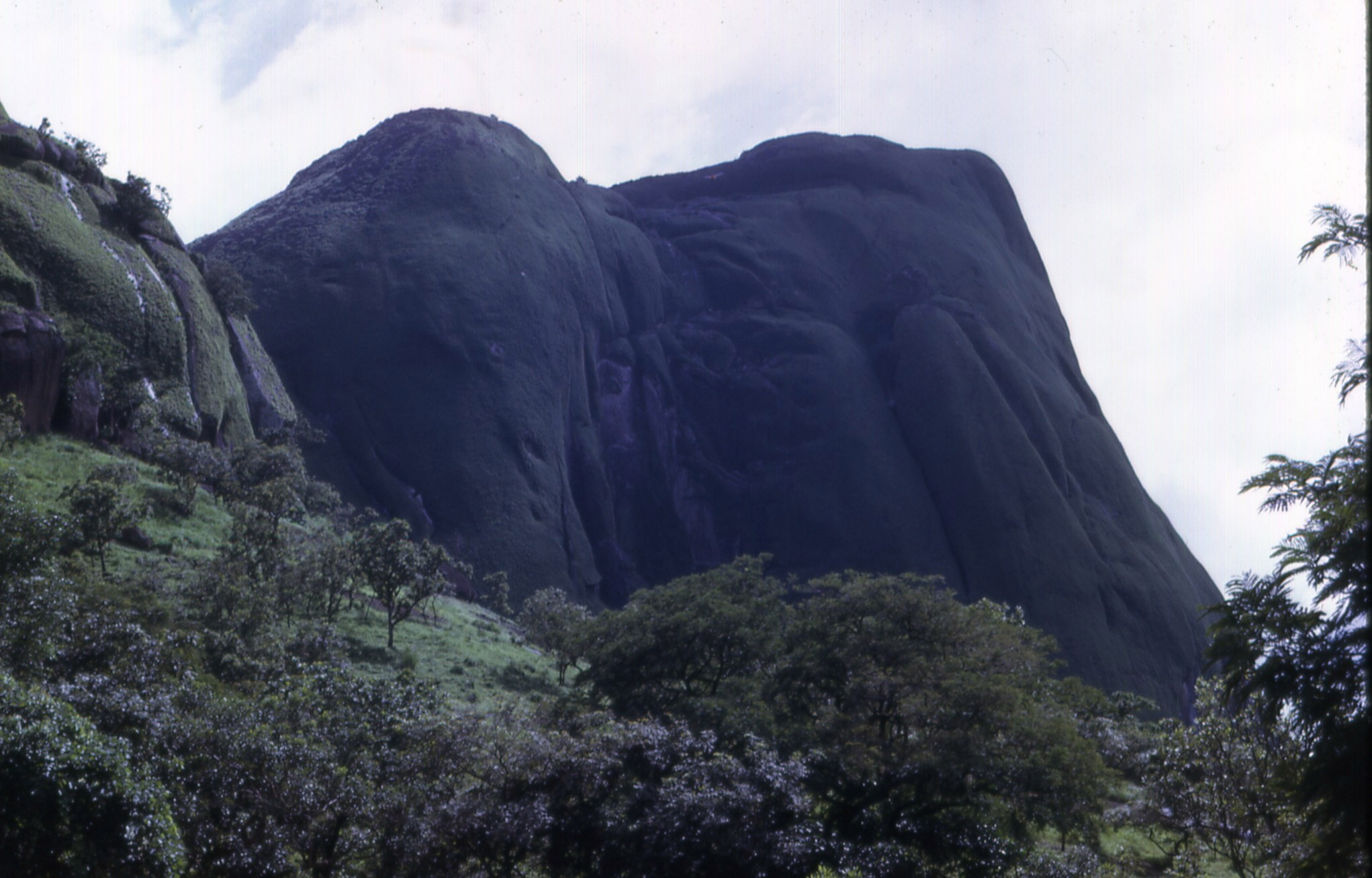
Colinas cerca de la Roca Kamabai

El Grupo del Río Rokel constituye el extremo oriental del cinturón de Rokélidos e incluye nueve miembros y formaciones diferentes, que abarcan una anchura de 30 kilómetros y una longitud de 225 kilómetros. Las rocas del Grupo del Río Rokel incluyen extensas secuencias de marga, cuarcita, rocas volcánicas y arenisca. Aunque la datación del grupo sigue siendo incierta, las unidades inferiores son rocas formadas a partir de sedimentos glaciares que se correlacionan con otros depósitos glaciares de la Tierra Bola de Nieve del Neoproterozoico tardío de toda África Occidental.
En términos de estructura geológica, Sierra Leona puede subdividirse en dos grandes grupos. La unidad oriental forma parte del Cratón de África Occidental y presenta una foliación noreste-suroeste, que se extiende hacia el interior. La unidad estructural occidental abarca las zonas costeras y es oblicua a la veta de las tierras altas centrales.
Depósitos aluviales no consolidados de hasta 15 metros de espesor recubren muchas zonas de roca basal en Sierra Leona. A lo largo de la costa se encuentra el Grupo Bullom, un cinturón de arenas y gravas no consolidadas de 10 a 20 metros de espesor, sobre el que se superponen arenas y arcillas de 30 a 80 metros de espesor. Esta formación es un acuífero moderadamente productivo. La escarpa de Saionya y el grupo del río Rokel forman un acuífero de regolito meteorizado consolidado cerca de la superficie en rocas metasedimentarias, con baja porosidad intergranular. Cuando existen aguas subterráneas en estos grupos, se acumulan a lo largo de fracturas, formadas por antiguas llanuras de estratificación.
Gran parte del territorio de Sierra Leona está subyacente por regolito de lecho rocoso meteorizado. Hay muy poca arcilla en la sección meteorizada de 20 metros de espesor, que es en su mayor parte óxidos metálicos, aunque las capas más bajas cercanas a la roca intacta del basamento no meteorizado tienden a altas concentraciones de arcilla. Las fracturas de la roca no meteorizada almacenan y transmiten aguas subterráneas.

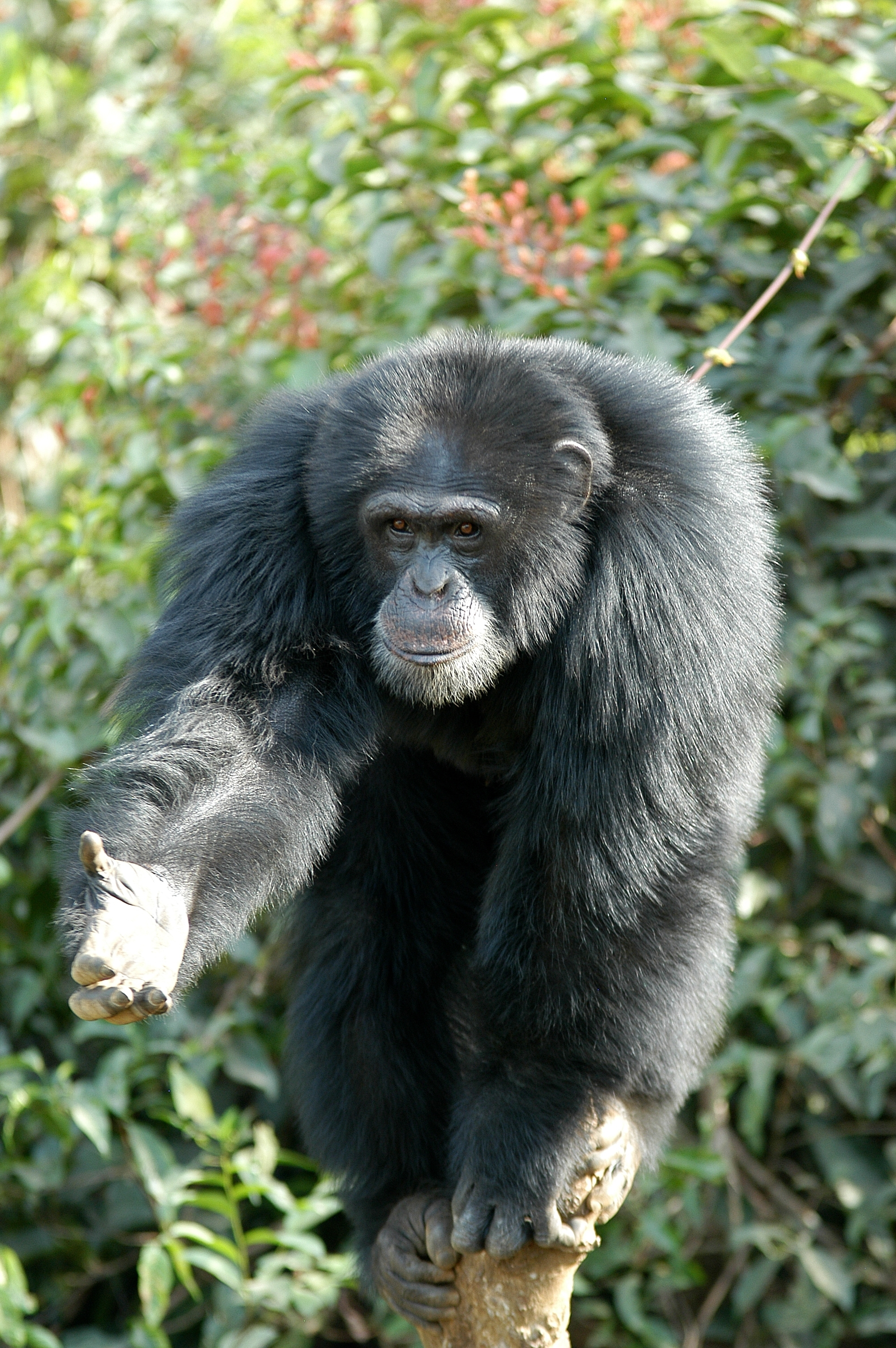
Un chimpancé del oeste africano (Pan troglodytes verus) en Sierra Leona

### Fauna
La fauna de Sierra Leona es muy diversa debido a la variedad de hábitats del país. Sierra Leona alberga aproximadamente 2.090 especies conocidas de plantas superiores, 147 especies conocidas de mamíferos, 172 especies conocidas de aves reproductoras, 67 especies conocidas de reptiles, 35 especies conocidas de anfibios y 99 especies conocidas de peces.
En Sierra Leona hay aproximadamente 147 especies conocidas de mamíferos salvajes. En Sierra Leona habitan miembros de catorce órdenes de mamíferos placentarios. El hipopótamo pigmeo, en peligro de extinción, tiene territorios alrededor de las islas del río Moa y está muy extendido en la zona del bosque de Gola. Hay tres especies de cerdos salvajes en Sierra Leona: el cerdo verrugoso, el cerdo gigante del bosque y el cerdo rojo de río.
Sierra Leona cuenta con 15 especies identificadas de primates, entre los que se incluyen los bushbaby, los monos y un gran simio, el chimpancé común, que es el primate más grande del país. Los chimpancés se encuentran por todo el país y el censo de 2010 estimaba una población salvaje de más de 5.500 ejemplares, más del doble de los que se creía que vivían en el país. Se trata de la segunda mayor población de la subespecie amenazada de chimpancé occidental, después de Guinea, con la mayor densidad en la zona de Loma, 2,69 individuos por km², y en Outamba, con 1,21 individuos por kilómetro cuadrado.
En las aguas de Sierra Leona habitan varias especies de ballenas y el manatí africano. El manatí es una especie en peligro de extinción y vive en los ríos y estuarios de Sierra Leona, especialmente en los alrededores de Bonthe.

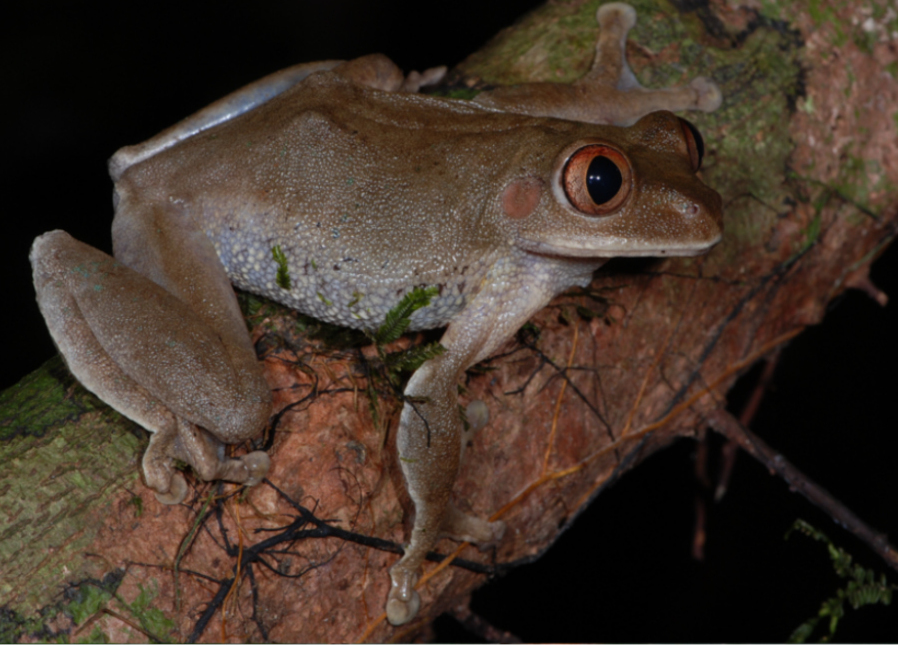
Una rana arborícola de ojos grandes (Leptopelis macrotis) en el parque nacional Gola

Sierra Leona cuenta con más de 630 especies conocidas de aves, diez de las cuales se consideran en peligro de extinción, como el búho pescador rufo y el malimbe de Gola. En la zona costera hay varios lugares importantes para los patos migratorios y las aves zancudas del Paleártico.
En Sierra Leona se conocen 67 especies de reptiles, tres de ellas en peligro de extinción, incluidos varios reptiles de gran tamaño. Hay tres especies de cocodrilos: el cocodrilo de África Occidental, el cocodrilo de hocico delgado, que vive en arroyos forestales, y el cocodrilo enano, que habita en manglares. Todas las especies de tortugas marinas viven en las aguas de Sierra Leona; la tortuga verde y la tortuga laúd desovan en las costas, incluidas la isla Sherbro y la isla Tortuga. Entre las especies de lagartos más comunes se encuentran el gran monitor del Nilo, el agama, que se ve en los alrededores de los asentamientos, la salamanquesa de Brook, que suele vivir en el interior de las casas, y los chamaeleos.
En 2009, se descubrió en el bosque de Gola el sapo Tai, en peligro crítico de extinción, que se creía endémico del Parque Nacional de Taï, en Costa de Marfil.
Sierra Leona cuenta con unas 750 especies de mariposas. Incluida una de las mariposas más grandes, la cola de golondrina gigante africana, cuya envergadura puede alcanzar los 25 cm. En un estudio realizado en 2011, se encontraron 140 especies de libélulas y caballitos del diablo. Se estima que esto representa el 80% de las especies encontradas en Sierra Leona.

## Economía

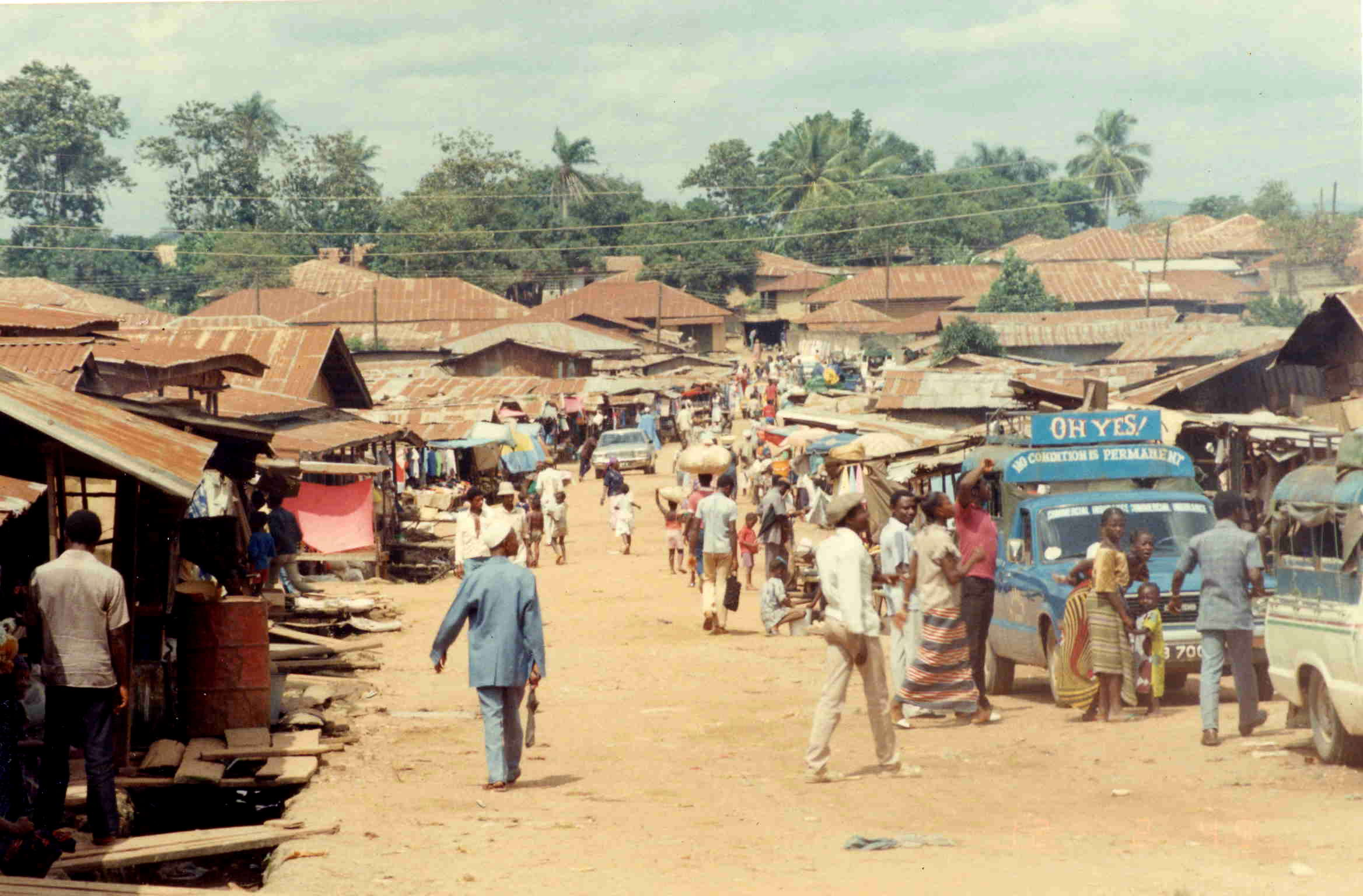
Mercado en Koidu.

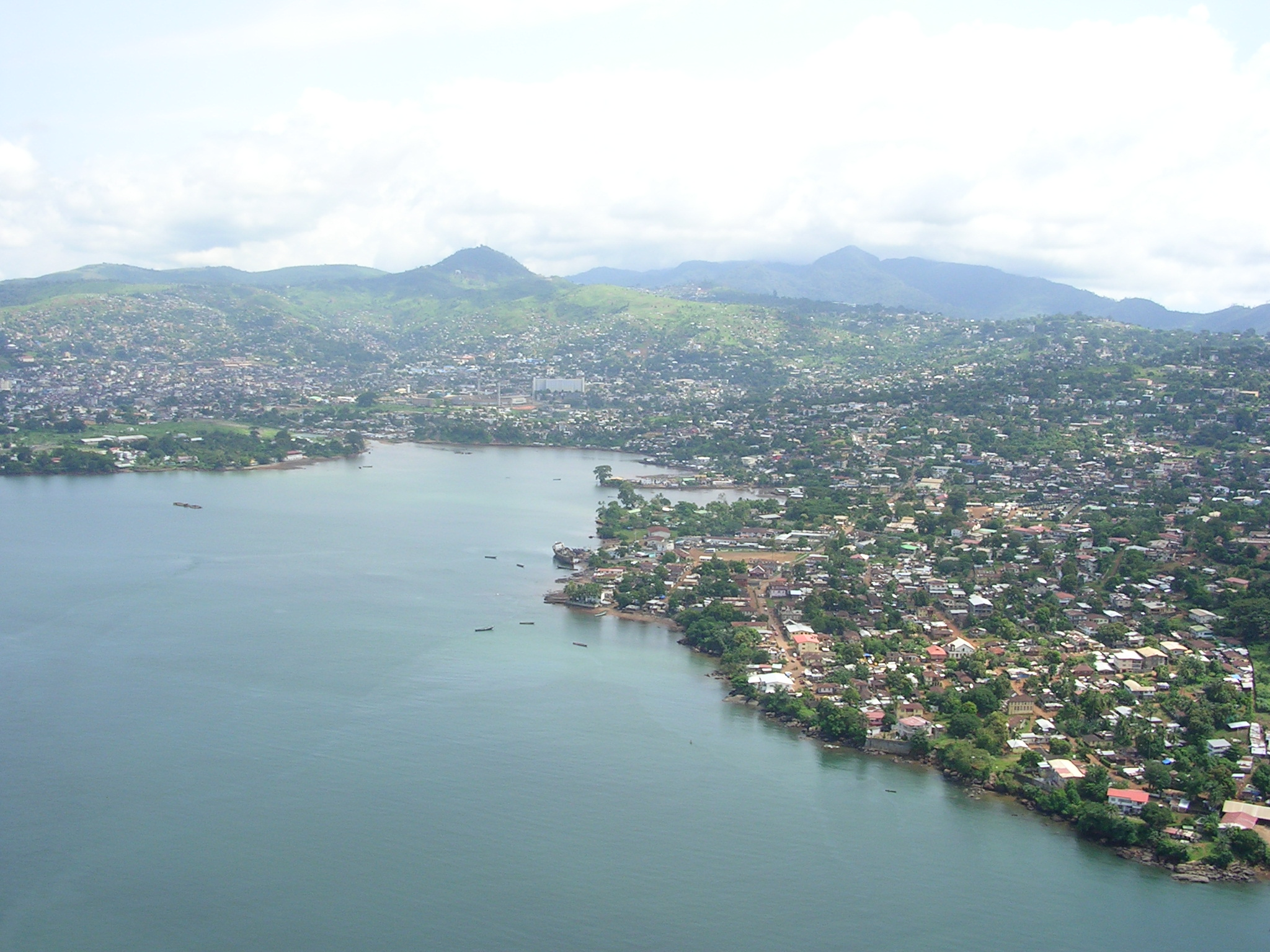
Vista aérea de Freetown.

Durante la época de colonialismo británico la frágil economía de Sierra Leona obligó a contramarcar diferentes monedas extranjeras para permitir su circulación por todo el territorio. De esta forma durante el reinado de Guillermo de Inglaterra se marcaron con las letras “W.R.” y una corona diferentes segmentos de monedas hispanoamericanas, piezas de 2, 4 y 8 reales españoles, 960 reis brasileños y 5 francos franceses. Existe una gran variedad de coronas y letras. El tamaño de dicha contramarca era aproximadamente de 15 a 16 milímetros.
Sierra Leona es uno de los países menos desarrollados del mundo, con un IDH de 0.452, sin embargo, el país ha tenido altas tasas de crecimiento en los últimos años. El producto interior bruto de Sierra Leona en 2018 ha crecido un 3,5 % respecto a 2017. Se trata de una tasa 3 décimas menor que la de dicho año, cuando fue del 3,8 %,en 2018 la cifra del PIB fue de 3459M y el IDH de Sierra Leona ha pasado de ser de 0.287 en 1999, a ser de 0.452 en 2019. Tiene importantes recursos minerales y pesqueros y una agricultura a potenciar. Sin embargo, la infraestructura social y económica no está muy desarrollada, y distintos problemas sociales siguen obstaculizando el desarrollo económico, tras una guerra civil de 9 años. Cerca de dos tercios de la población en edad de trabajar vive de la agricultura de subsistencia. La industria se reduce al procesado de materias primas y a la industria ligera dirigida al mercado doméstico. La emisión de sellos postales, principalmente destinado al coleccionismo filatélico, es también una importante fuente de ingreso para su economía.
Hay planes para reabrir las minas de bauxita y rutilo cerradas durante el conflicto. La mayor fuente de divisas para el país es la extracción de diamantes. Además, a partir de agosto de 2003 se abrieron las aguas territoriales del país, divididas en siete bloques, a la exploración de hidrocarburos. El futuro de la economía depende en buena medida del éxito de estos trabajos, del mantenimiento de la paz interna y la continuación de la recepción de una considerable ayuda del exterior, que no se podrá extender indefinidamente.
Recientemente, han comenzado a implementar el Registro Marítimo Internacional de Sierra Leona, con sede administrativa en Nueva Orleans, EE. UU. El registro está pensado como una organización externa que administra y supervisa los buques de armadores extranjeros que incorporan la matrícula de sus navíos a Sierra Leona, lo que le permite al país una nueva fuente de divisas. Actualmente el Registro Marítimo Internacional ha expandido sus oficinas a diferentes lugares del mundo, las cuales funcionan como registradores signatarios permitiendo a buques de propiedad internacional incorporar en la flota serraleonense, en especial a buques de pesca.

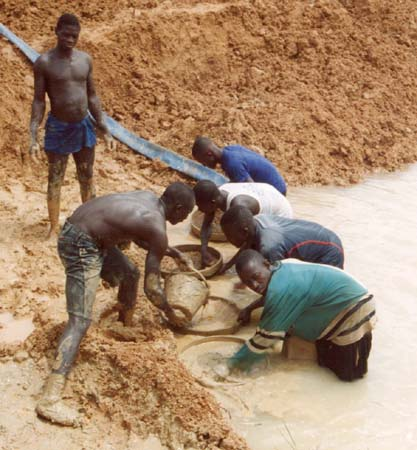
Mineros buscando diamantes en un río de Sierra Leona

### Minería
Sierra Leona, rica en minerales, ha dependido de la minería, especialmente de los diamantes, para su base económica. El país se encuentra entre los diez mayores productores de diamantes. Las exportaciones de minerales siguen siendo la principal fuente de ingresos. Sierra Leona es un importante productor de diamantes de calidad gema. Aunque es rica en diamantes, históricamente ha tenido dificultades para gestionar su explotación y exportación.
Sierra Leona es conocida por sus diamantes de sangre, que se extrajeron y vendieron a conglomerados de diamantes durante la guerra civil, para comprar las armas que alimentaron sus atrocidades. En los años setenta y principios de los ochenta, la tasa de crecimiento económico disminuyó debido al declive del sector minero y al aumento de la corrupción entre los funcionarios del gobierno.
La producción anual de diamantes de Sierra Leona se estima entre 250 y 300 millones de dólares. Parte de esa cantidad se pasa de contrabando, donde posiblemente se utilice para blanquear dinero o financiar actividades ilícitas. Las exportaciones formales han mejorado notablemente desde la guerra civil, y los esfuerzos por mejorar su gestión han tenido cierto éxito. 
En octubre de 2000, se puso en marcha un sistema de certificación aprobado por la ONU para exportar diamantes del país, lo que provocó un aumento espectacular de las exportaciones legales. En 2001, el gobierno creó un fondo de desarrollo de las comunidades mineras (DACDF), que devuelve una parte de los impuestos a la exportación de diamantes a las comunidades mineras. El fondo se creó para aumentar la participación de las comunidades locales en el comercio legal de diamantes.
Sierra Leona posee uno de los mayores yacimientos mundiales de rutilo, un mineral de titanio utilizado como pigmento de pinturas y revestimientos de varillas de soldadura.

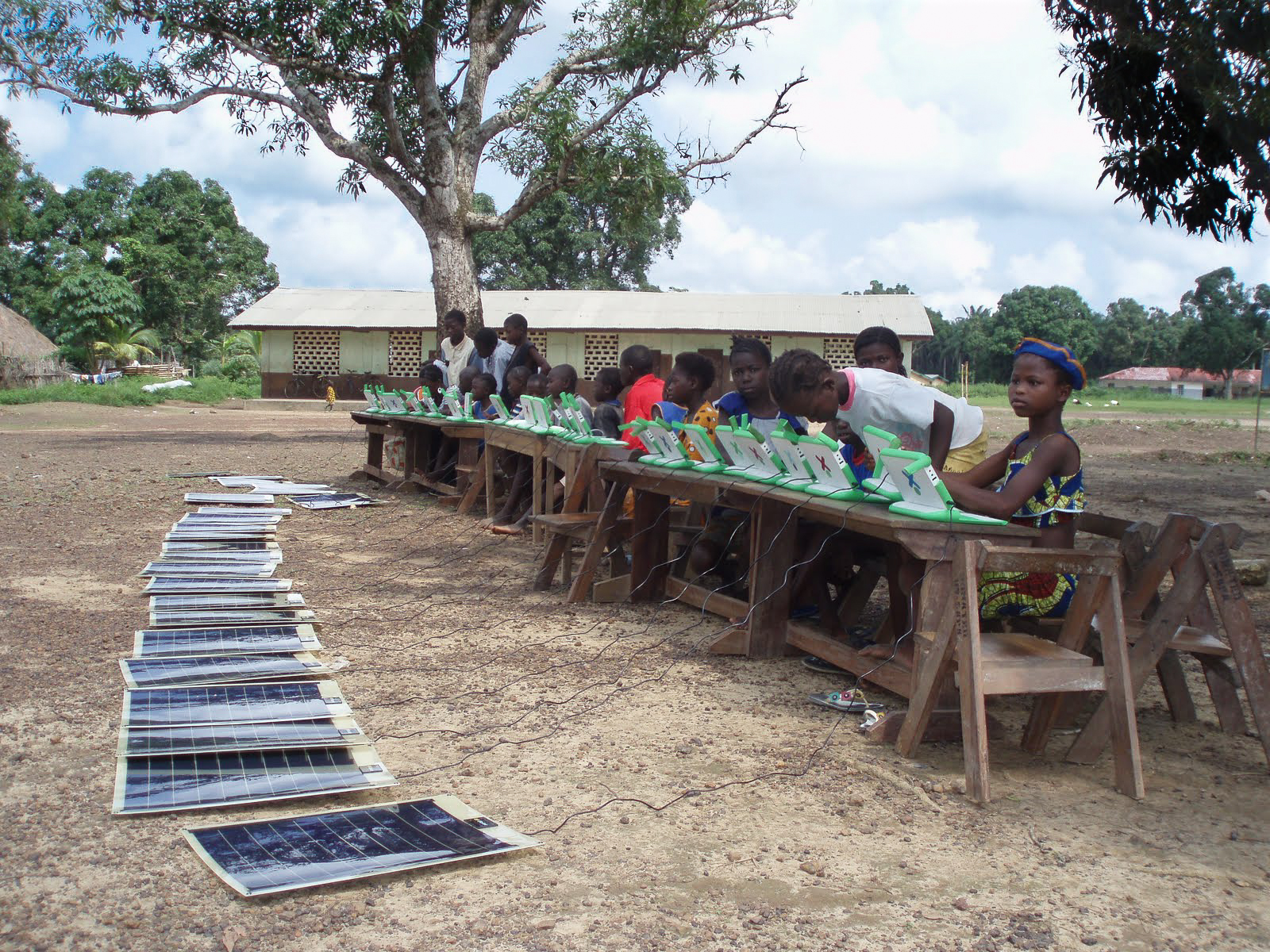
Los paneles solares alimentan las computadoras portátiles XO de la escuela católica de Sahn Malen (Sierra Leona)

### Energía
En 2016, alrededor del 12% de la población de Sierra Leona tenía acceso a la electricidad. De ese 12%, el 10% se encontraba en la capital, Freetown, y el 90% restante del país utilizaba el 2% de la electricidad nacional. La mayoría de la población depende de los combustibles de biomasa para su supervivencia diaria, siendo la leña y el carbón los más utilizados Se ha informado de que la quema de estas fuentes tiene efectos adversos para la salud de mujeres y niños. Se realizó un estudio en 2012 sobre la correlación entre las infecciones respiratorias agudas (IRA) y la quema de combustibles de biomasa en el hogar. Los resultados fueron que el 64% de los niños fueron diagnosticados con IRA cuando se utilizaron estufas de leña, y el 44% cuando se utilizaron estufas de carbón.
El uso de carbón y leña también ha planteado problemas ambientales, ya que ambos están en conflicto con el impulso de fuentes de energía más sostenibles. En consecuencia, la comercialización de la leña y el carbón ha sido un punto de discordia con los donantes de ayuda y organismos gubernamentales como el Ministerio de Energía y Recursos Hídricos y la División Forestal. Ha habido fuertes presiones para que tanto la energía solar como la hidroeléctrica se conviertan en las fuentes de energía dominantes en Sierra Leona debido a los Objetivos de Desarrollo Sostenible de la ONU, en particular el objetivo número siete (energía asequible y limpia). El clima tropical de Sierra Leona, las fuertes precipitaciones anuales y la abundancia de ríos ofrecen la posibilidad realista de buscar más alternativas de energía solar e hidroeléctrica.
En colaboración con el Departamento para el Desarrollo Internacional (DFID) del Reino Unido, Sierra Leona se ha fijado el objetivo de suministrar energía solar a todos sus ciudadanos para 2025. El primero de estos objetivos es proporcionar energía solar a al menos 50 000 hogares en 2016, el segundo es de 250 000 hogares para 2017 y, por último, proporcionar energía a 1000 000 de personas para 2020. Esta iniciativa se enmarca en la campaña de acceso Energy Africa, que pretende proporcionar electricidad a 14 países africanos diferentes para 2030. Antes de este acuerdo compacto, el sector privado de Sierra Leona para la energía solar era débil, ya que proporcionaba energía a menos del 5% de la población objetivo. En parte, esto se debía a los aranceles e impuestos a la importación y a la falta de control de calidad. 
Para garantizar el cumplimiento del objetivo de Energía África, Sierra Leona ha acordado eliminar los aranceles a la importación y el Impuesto sobre el Valor Añadido (IVA) de los productos solares certificados. Este cambio intentará fomentar la inversión extranjera y, al mismo tiempo, ofrecer productos solares asequibles y de calidad a sus ciudadanos. Se calcula que los costes de los productos solares se reducirán entre un 30% y un 40% gracias a la supresión de aranceles e impuestos.
Desde 2012, Sierra Leona cuenta con 3 centrales hidroeléctricas principales. La primera es la central de Guma, que fue desmantelada en 1982, la segunda es la central de Dodo, situada en la provincia Oriental, y por último la central de Bumbuna. También existe el potencial de que se abran varias centrales hidroeléctricas nuevas en los ríos Sewa, Pampana, Seli, Moa y Little Scarcies. Entre todos estos proyectos, tanto acabados como potenciales, la presa de Bumbuna sigue siendo el mayor de los proyectos hidroeléctricos de Sierra Leona. Está situada cerca del río Seli y de Freetown, y se calcula que produce unos 50 megavatios de electricidad.
Había planes para aumentar su capacidad en 400 megavatios para 2017, lo que costaría unos 750 millones de dólares. [Se calcula que la presa de Bumbuna podría reducir el gasto en combustible extranjero y ahorrar al país al menos 2 millones de dólares al mes. En el pasado, este proyecto recibió una financiación de más de 200 millones de dólares de una combinación del Banco Mundial, el Banco Africano de Desarrollo y la empresa italiana Salini Impregilo.

## Demografía
El país cuenta con una población de 6 315 627 habitantes, según estimaciones del año 2015, y la tasa de mortalidad materna no es de forma alguna alentadora por ser la más alta del mundo y tiene una esperanza de vida de 57,39 años aproximadamente.
La perenne difícil situación del país ha provocado una continua emigración a otros países, principalmente a Estados Unidos, Canadá y el Reino Unido, en donde existen numerosas comunidades sierraleonesas.
Hay un total de catorce etnias que viven en Sierra Leona, lo que hace un total de 1 % de la población. Las tribus más importantes son la temné (mayoritaria en el norte) y los mendé (en el centro y sur). Juntas constituyen algo más de la mitad de la población. Hay un número considerable de krios, descendientes de esclavos liberados procedentes de Jamaica, sobre todo. Algunos fueron liberados anteriormente en Londres a finales del siglo XVIII, pero fueron devueltos a África posteriormente. La gran mayoría de los krios residen en las principales ciudades, y se distinguen porque sus apellidos son de origen británico.
Aunque el inglés es el idioma oficial, solo es hablado por una pequeña minoría, pues la mayoría de sus habitantes hablan su lengua nativa. El criollo Krio, basado en el inglés pero mezclado con algunas lenguas africanas, como el yoruba y el igbo, es hablada por una gran parte de la población y sirve como lingua franca.
Tanto el islam como el cristianismo cuentan con bastantes adeptos entre la población, sin embargo los musulmanes son mayoría. Muchos sierraleoneses también practican cultos tradicionales africanos. A 2017, cuenta con una población de 6 319 000 personas, y una densidad de 87 habitantes por km².

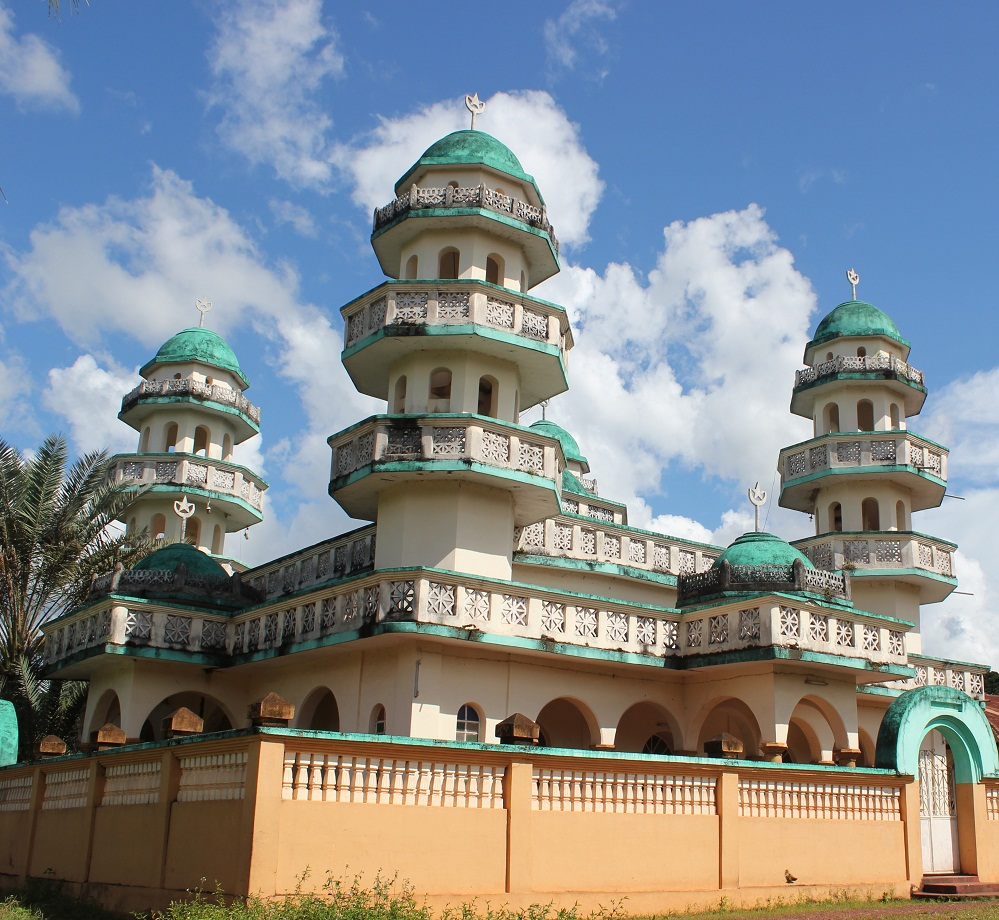
Mezquita de Ribia, Sierra Leona

### Religión
Sierra Leona es oficialmente un Estado laico. El Islam y el cristianismo son las dos principales religiones del país. La Constitución de Sierra Leona establece la libertad religiosa y el Gobierno del país suele protegerla. El Gobierno de Sierra Leona tiene constitucionalmente prohibido establecer una religión de Estado, aunque en el país suelen celebrarse oraciones musulmanas y cristianas al comienzo de las grandes ocasiones políticas, incluidas las inauguraciones presidenciales y la apertura oficial de la nueva sesión del Parlamento.
Las encuestas sobre la composición religiosa de Sierra Leona varían mucho, aunque los musulmanes constituyen la mayoría de la población. Según las estimaciones de 2015, el 77% de la población de Sierra Leona es musulmana, el 22% cristiana y el 1% practica la religión tradicional africana.
Según las estimaciones de 2020 del Pew Research Center, el 78,5% de la población de Sierra Leona es musulmana (mayoritariamente suní), el 20,4% es cristiana (mayoritariamente de diversos grupos protestantes y la Iglesia Católica) y el 1,1% pertenece a una religión tradicional africana o a otras creencias. El Consejo Interreligioso de Sierra Leona estimó que el 77% de la población del país era musulmana, el 21% cristiana y el 2% seguía religiones tradicionales africanas. La mayoría de los grupos étnicos de Sierra Leona son de mayoría musulmana, incluidos los dos grupos étnicos más grandes del país: los mende y los temne.
Sierra Leona está considerado uno de los países con mayor tolerancia religiosa del mundo. La mayoría de las principales festividades musulmanas y cristianas son oficialmente fiestas nacionales en el país, y los conflictos religiosos son poco frecuentes.

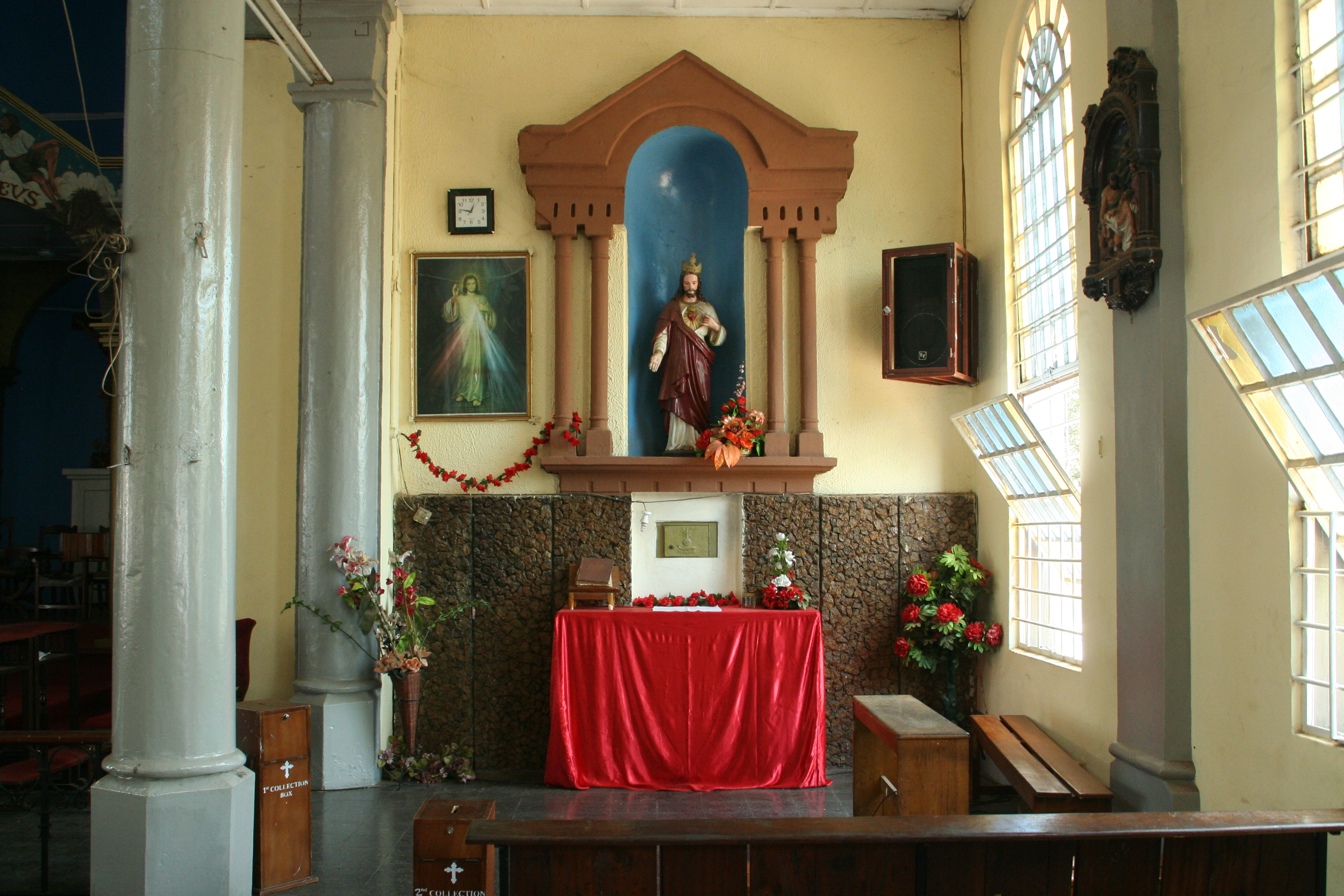
Vista interna de la Iglesia católica de San Antonio en Freetown

El país alberga el Consejo Interreligioso de Sierra Leona, formado por líderes religiosos cristianos y musulmanes para promover la paz y la tolerancia en todo el país. Las festividades islámicas de Eid al-Fitr, Eid al-Adha y Maulid-un-Nabi (cumpleaños del profeta islámico Mahoma) se observan como fiestas nacionales en Sierra Leona. Las fiestas cristianas de Navidad, Boxing Day, Viernes Santo y Pascua también son fiestas nacionales en Sierra Leona. En política, la inmensa mayoría de los sierraleoneses vota a un candidato independientemente de que sea musulmán o cristiano. Todos los jefes de Estado de Sierra Leona han sido cristianos, excepto Ahmad Tejan Kabbah, que era musulmán.
La inmensa mayoría de los musulmanes de Sierra Leona se adhieren a la tradición suní del Islam en la práctica. La mayoría de las mezquitas y escuelas islámicas de Sierra Leona se basan en el islam suní. Los musulmanes ahmadíes representan alrededor del 10% de la población musulmana del país. Sierra Leona cuenta con una vibrante población musulmana ahmadí, especialmente en la ciudad meridional de Bo, que alberga una gran población musulmana ahmadí. 
Hay quinientas mezquitas ahmadíes en todo el país. El islam chií no tiene una fuerte presencia en Sierra Leona y prácticamente no hay musulmanes chiíes en el país. La mayoría de los musulmanes suníes y ahmadíes de Sierra Leona suelen rezar juntos en la misma mezquita. La gran mayoría de los musulmanes de Sierra Leona profesan la escuela maliki del islam suní. La escuela Maliki es, con diferencia, la escuela islámica de jurisprudencia más numerosa y dominante en Sierra Leona. Muchos musulmanes ahmadíes de Sierra Leona también siguen la jurisprudencia maliki.

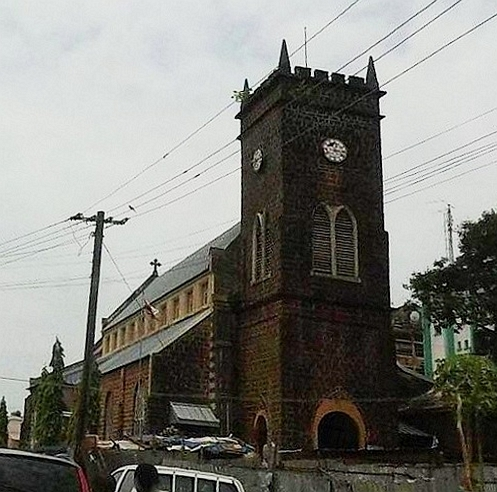
Catedral Anglicana de San Jorge en Freetown

El Consejo Supremo Islámico de Sierra Leona es la máxima organización religiosa islámica del país y está formado por imanes, eruditos islámicos y otros clérigos islámicos de todo el país. El jeque Muhammad Taha Jalloh es el presidente del Consejo Supremo Islámico de Sierra Leona. El Consejo Unido de Imanes es un influyente organismo religioso islámico de Sierra Leona formado por todos los imanes de mezquitas de todo el país. El presidente del Consejo Unido de Imanes es el jeque Alhaji Muhammad Habib Sheriff. Las dos mezquitas más grandes de Sierra Leona son la Mezquita Central de Freetown y la Mezquita Central Ghadafi (construida por el ex dictador libio Muammar Gaddafi), ambas situadas en la capital, Freetown.
La gran mayoría de los cristianos de Sierra Leona son protestantes de diversas denominaciones, de los cuales los grupos más numerosos son los metodistas wesleyanos. Otras denominaciones cristianas protestantes con presencia significativa en el país son los presbiterianos, los bautistas, los adventistas del séptimo día, los anglicanos, los luteranos, y los pentecostales. El Consejo de Iglesias es la organización religiosa cristiana que agrupa a las iglesias protestantes de toda Sierra Leona. Recientemente ha habido un aumento de iglesias pentecostales, especialmente en Freetown.
En septiembre de 2017, un pastor cristiano pentecostal nigeriano afincado en Sierra Leona, llamado Victor Ajisafe, fue detenido por la Policía de Sierra Leona y encarcelado tras hacer polémicos comentarios contra el islam y los musulmanes sierraleoneses en particular en el sermón de su iglesia en la capital, Freetown. Al parecer, Ajisafe se enfadó después de que un clérigo musulmán zimbabuense, Mufti Menk, visitara Sierra Leona y predicara ante grandes multitudes.
Muchas organizaciones cristianas de Sierra Leona, entre ellas el Consejo de Iglesias, condenaron el sermón de Ajisafe contra el Islam y los musulmanes. El gobierno de Sierra Leona clausuró temporalmente la iglesia de Ajisafe y suspendió también temporalmente su licencia eclesiástica. El incidente provocó tensiones religiosas en Sierra Leona, un país conocido por su alto nivel de tolerancia religiosa, ya que muchos musulmanes sierraleoneses, dentro y fuera del país, pidieron que Ajisafe fuera deportado a Nigeria, su país de origen. Mientras se encontraba bajo custodia policial, el pastor pidió disculpas a los musulmanes sierraleoneses y al gobierno de Sierra Leona. Tras varios días en la cárcel, Ajisafe fue puesto en libertad, se le devolvió la licencia eclesiástica y su iglesia volvió a abrir bajo estrictas condiciones gubernamentales durante varios meses de libertad condicional.
Los protestantes no confesionales constituyen una minoría significativa de la población cristiana de Sierra Leona. Los católicos son el mayor grupo de cristianos no protestantes de Sierra Leona, ya que forman aproximadamente el 8% de la población del país y el 26% de la población cristiana de Sierra Leona. Los Testigos de Jehová y la Iglesia de Jesucristo de los Santos de los Últimos Días. son los dos cristianos no trinitarios más destacados de Sierra Leona, y forman una pequeña pero significativa minoría de la población cristiana de Sierra Leona. En la capital, Freetown, reside una pequeña comunidad de cristianos ortodoxos.

## Cultura

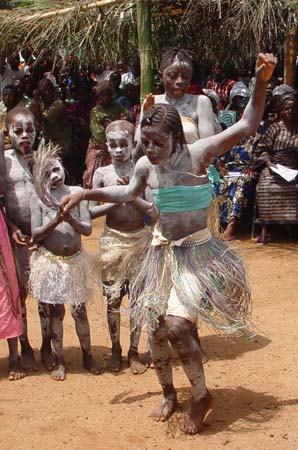
La danza Koindu.

La cultura de Sierra Leona posee una mezcla de elementos africanos e ingleses. La denominación "Sierra Leona" se remonta a 1462, cuando el explorador portugués Pedro da Cintra, navegando a lo largo de la costa occidental de África, observó las prominentes montañas que se alzaban en lo que es en la actualidad la Península de Freetown y la denominó "Serra Lyoa". Posteriores visitas por marinos ingleses y la colonización inglesa modificaron el nombre a "Sierra Leone". A pesar de una serie de variaciones regionales en el idioma y las tradiciones los habitantes actuales de Sierra Leona se encuentran unidos por una serie de factores, tales como su lengua franca denominada krio, la pertenencia de hombres y mujeres a diversas asociaciones y sociedades y la práctica de deportes de equipo.
Sierra Leona posee 7 millones de habitantes, con una gran proporción de jóvenes y niños. La población ha estado creciendo a una tasa del 2 % por año, aunque desde el comienzo de los conflictos internos en 1991 la tasa se ha reducido un tanto. El 36 % de la población vive en zonas urbanas. Una mujer en promedio tiene seis hijos durante su vida.
En Sierra Leona habitan unos quince grupos étnicos. Los dos grupos étnicos más populosos son los temné y los mende, cada uno abarca casi el 30 % de la población total, y han "absorbido" a numerosos grupos menores. Por ejemplo el pueblo loko admite que han sido fuertemente influenciados por el pueblo temné que los rodea, mientras que los krim y los gola han sido influidos por los mende. Además existe un importante grupo de pobladores de ascendencia libanesa, cuyos antepasados escaparon de las persecuciones turcas en el Líbano durante el siglo XIX. Aunque cada grupo posee su propio idioma, la mayoría de las personas o bien hablan mende, temné o krio. El idioma oficial de las escuelas y oficinas del gobierno es el inglés, producto de la influencia colonial inglesa.

## Deportes

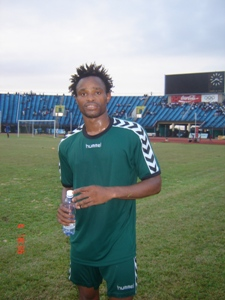
El jugador Sheriff Suma.

### Fútbol
El fútbol es uno de los principales deportes de Sierra Leona. La Selección Nacional, conocida como las Estrellas Leonas, representa al país en las competiciones internacionales. Nunca clasificó a una Copa Mundial de Fútbol. Solamente participó en la Copa Africana de Naciones en las ediciones de 1994 y 1996. La cadena nacional de televisión, The Sierra Leone Broadcasting Service (SLBS), emitió en vivo y en directo los partidos, así como también lo hicieron las radios a lo largo de todo el país. Algunos jugadores de fútbol de Sierra Leona son Mohamed Kallon (capitán de la selección), Julius Gibrilla Woobay, Al Bangura, Paul Kpaka, Rodney Strasser, Ahmed Deen, Samuel Barlay, Kewullay Conteh y Kei Kamara.
La Liga Premier de Sierra Leona es la máxima categoría de la liga de clubes de fútbol de Sierra Leona y está controlada por la Asociación Nacional de Fútbol de Sierra Leona. Los dos clubes más grandes y conspicuos son el East End Lions y el Mighty Blackpool, pero el Kallon FC ha conseguido grandes logros recientemente. El Kallon FC ganó la Liga Premier de Sierra Leona y la Copa de Sierra Leona en 2006, y también eliminó al Ocean Boys FC, equipo campeón de la Premier League de Nigeria en el 2006, durante la primera ronda de la edición 2007 de la Liga de Campeones de la CAF, aunque luego perdió con el ASEC Mimosas, equipo proveniente de Costa de Marfil, en la segunda ronda.
La selección nacional sub-17 de Sierra Leona, apodada Sierra Stars, finalizó subcampeona en la Copa Africana sub-17 transcurrida en el año 2003 en Suazilandia, pero también terminó en el último puesto de su grupo en la Copa Mundial de Fútbol Sub-17 de 2003, celebrada en Finlandia.

### Cricket
El cricket es uno de los deportes más populares de Sierra Leona debido a la influencia que ha tenido su colonización por parte de Inglaterra. La selección nacional de cricket representa a Sierra Leona en las competencias internacionales y se encuentra entre las mejores de África Occidental. Se convirtió en miembro del Consejo Internacional de Cricket en 2002. Hizo su debut internacional en el Campeonato de Afiliados Africanos realizado en el año 2004, en el cual finalizó último entre los ocho equipos participantes. A pesar de esto, en un torneo equivalente, la tercera división de la región africana de la Liga Mundial de Cricket, terminó como subcampeón detrás de Mozambique, perdiendo la posibilidad de ascender a la segunda división.

### Baloncesto
La selección nacional de baloncesto de Sierra Leona representa a su país en las competiciones internacionales de baloncesto masculino, y es controlada por la Federación de Baloncesto de Sierra Leona. El equipo está formado principalmente por jugadores locales, aunque también hay extranjeros.

### Atletismo
La atleta Eunice Barber, quien ha destacado en heptatlón, nació en Sierra Leona y representó al país durante parte de su carrera, aunque sus mayores éxitos los consiguió representando a Francia.